# 新幹線N700S系電車
新幹線N700S系電車（しんかんせんエヌ700エスけいでんしゃ）は、東海旅客鉄道（JR東海）・西日本旅客鉄道（JR西日本）および九州旅客鉄道（JR九州）に在籍する新幹線電車である。東海道新幹線向けの営業用新幹線車両としては第6世代、また西九州新幹線の初代車両である。
上記JR3社の公式報道資料等では「N700S系」ではなく単に「N700S」で呼ばれている（「N700A」と同様）が、便宜上、記事名を一部資料でも用いられている「N700S系」とし、以下の記述では単に「N700S」で統一することとする。

## 概要
N700Sは、東海道・山陽新幹線における老朽化したN700系の初期車の置き換えおよび更なるサービス向上を目的として開発され、2020年7月1日に営業運転を開始した。
JR東海とJR西日本の共同開発だった700系やN700系と異なり、300系以来となるJR東海単独での開発車両である。東海道・山陽新幹線では500系以来採用されている4両ユニット方式で、従来の4ユニット16両編成だけではなく、基本設計をそのまま用いて3ユニット12両や2ユニット8両など、山陽新幹線やJR九州管内での使用や海外輸出を意識した様々な編成を構成させることを可能とする「標準車両」を目指して制作された。N700Sの「S」は、英語で「最高の」、「究極の」などを意味する "Supreme（スプリーム）" の頭文字から採ったものである。
開発においては確認試験車（量産先行車）が製作されており、走行試験等の各種試験が実施され、量産車（営業用車両）の仕様に反映された。
確認試験車、量産車とも日本車輌製造・日立製作所笠戸事業所で製造されている。
JR西日本も2021年2月にN700Sの投入を開始した。当初は車両運用に余裕を持たせるための増備車として投入していたが、2024年度以降は自社所属のN700系を置き換えるためにN700Sを投入している。
西九州新幹線には、東海道・山陽新幹線用のN700S16両編成をベースに6両編成に短編成化されたN700Sが、JR九州によって導入され、2022年9月23日に営業運転を開始した。
JR東海所属車の編成記号は『J』編成である。JR西日本所属車も基本的な仕様は同一であり、3000番台（『H』編成）に区分される。JR九州所属車は8000番台（『Y』編成）に区分される。
なおJR東海ではN700AとN700Sを別形式としているが、JR西日本ではN700AとN700SもN700系の1種としている。また、JR九州では800系、N700系に次ぐ3形式目の新幹線車両としている。
2021年5月26日に鉄道友の会よりローレル賞を受賞した。
同年10月20日にグッドデザイン賞を受賞した。
JR東海とJR西日本は2024年6月13日に、2027年をめどに、東海道・山陽新幹線のドクターイエローを引退させ、本形式に搭載された検査機能で代替すると発表した。2026年度以降に投入される編成の一部が搭載の対象となる。

## 東海道・山陽新幹線用の編成
東海道・山陽新幹線用として製造されたN700Sの編成は、1編成が16両で構成される。1 - 7号車および11 - 16号車は普通車、8 - 10号車がグリーン車である。JR東海およびJR西日本の所属車による編成が、「のぞみ」「ひかり」「こだま」として、東京 ‐ 博多間において運用されている。
JR東海では2020年度 - 2023年度に投入の40編成を1次車、2023年度 - 2026年度に投入予定の19編成を2次車、2026年度 - 2028年度に投入予定の19編成を3次車としている。

### 車体
先頭車両のデザインはN700系の「エアロ・ダブルウィング形」を進化させ、左右両サイドにエッジを立てた「デュアル・スプリーム・ウィング形」（Dual Supreme Wing：ふたつの最高の翼）とした。これにより、トンネル突入時の騒音と走行抵抗を低減させている。また、エッジを立たせたことで最後部車両となった場合に先頭部で発生していた走行風の乱れが抑制され、これによって走行風の乱れによる動揺が発生しやすい最後部車両の乗り心地の改善が図られたほか、標識灯の開口部をN700A比で80 %拡大している。また、先頭車両のノーズ長は10700 mmとN700Aの9620 mmに比べ1080 mm伸びている。
前照灯は、N700系のHIDから、新幹線では初採用となるLEDを採用しており、省エネにつなげている。N700系では、HIDヘッドランプ2個を横に並べ、その回りをLEDの尾灯で覆い尽くす構造であったが、本系列では、ヘッドランプ用の白色LED6個を円形に並べ、その中心に尾灯用の赤色LEDを配置したユニットを横に2個並べる構造となっている。

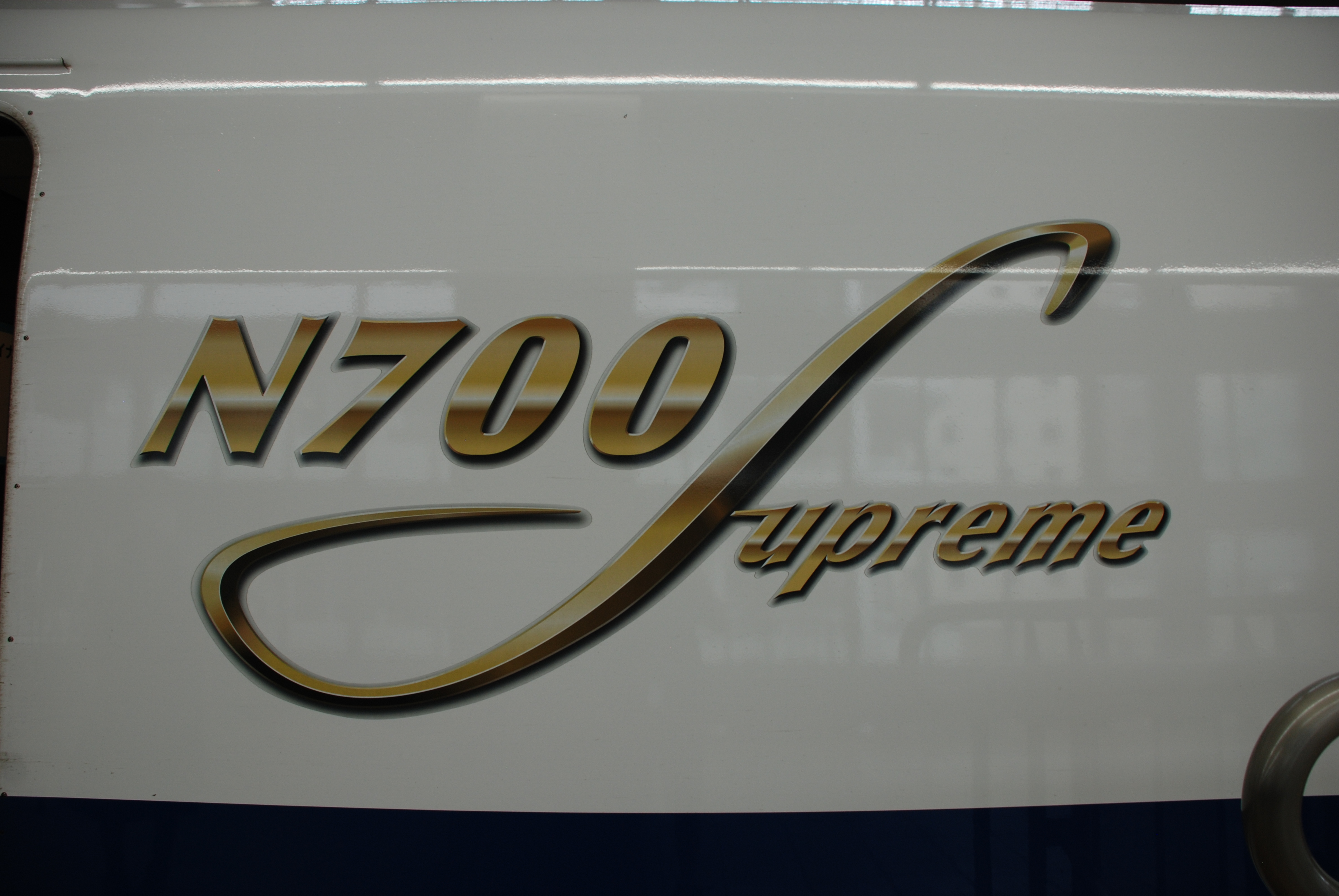
N700S系のシンボルマーク

車体はN700系と同じくアルミニウム合金製の中空押出型材によるダブルスキン構造を採用している。車体断面はN700Aに比べて肩部のRを小さくしてより四角に近い形状とすることで、空力特性の向上と客室空間の拡大を図っている。アルミ合金の一部にはJR東海と日本車両製造、日立製作所、ハリタ金属（富山県高岡市）、三協立山が共同で実証した「アルミ水平リサイクル」の仕組みを導入し、廃車解体された700系から回収したアルミ合金を再利用している。
車体塗装は、東海道新幹線の象徴である白地に青帯を踏襲している。また、青帯はN700系16両編成と同じく窓下に太帯（上側）と細帯（下側）が並んでいるが、先頭部は“Supreme（スプリーム）”の「Ｓ」を表現したとするデザインが採用されている。
車体側面には、奇数号車の2箇所（両側）、1編成（16両編成）あたり16箇所に「Supreme」のイメージを色と形状で表現したシンボルマークが掲出されている。

### 車内設備

#### 内装全般
N700系のデザインスキームを踏襲しつつ、曲面を多用したデザインとした。客室自動ドア上部の情報ディスプレイは従来のLEDタイプからLCDとなり大型化された。また、防犯機能の強化のため、防犯カメラを従来の出入口付近に加えて客室内天井（1両あたり最大4箇所）にも設置した。客室内のスピーカーは従来の車両とは異なり天井部にはなく、両端部のLCDの横にのみ設置されているが、車内のどの位置にいても音質は均等になるよう本系列のために新たに設計された指向性スピーカーを採用している。空調吹き出し口は、700系以降の車両では窓間に設けられていたが本系列では側面の窓と一体化し、窓の上部となった。併せて、N700系にあった窓上部の個別空調吹き出し口は使用頻度が低かったことから廃止された。なお、グリーン車では、空調吹き出し口が照明も兼ねている。このほか、停車駅に近づいた際、乗客が荷物を置き忘れないように注意を促すため、座席上の荷棚には照明の調光機能が設けられた。駅到着前の放送が流れると同時に荷棚の照明が明るくなる。

#### 座席
グリーン車は『ゆとりある空間と個別感の演出』をコンセプトに、座席はN700系の座面後部のみが沈み込む構造から座面全体が6 cm沈み込む構造に変更された完全新規設計のものとなった。これに伴ってリクライニング回転中心もN700系の大腿部からくるぶしに移動しており、長時間乗車でもより疲れにくい座席となっているほか、シンクロナイズド・コンフォートシートでリクライニング時に生じていた足の位置の変動や大腿部裏の圧迫がなくなっている。これに伴い、シートピッチは従来と同じ1,160 mmでありながらも座面端部と背もたれの間隔を拡大するとともに、フットレストの設置位置を変更してフットレストの横幅をN700系比で25 %、足元のスペースを15 %拡大している。また、座席側面には座席ごとに荷棚と一体化した大型側面パネルを配置している。
普通車は全座席の肘掛け部にモバイル用コンセントを設置（そのためモバイル用コンセントは車いすスペースを除いて壁面には設置されていない）。座席はシート（座面）と背もたれが連動して動く機構を採用した。座席表地にはJR東海とTBカワシマ（滋賀県愛荘町）が共同開発した、水に濡れると柄のラインが濃く浮かび上がって濡れていることを検知できる「水濡れセンサーシート」を採用している。
その他、普通車用・グリーン車用座席ともにN700系で座面のクッションに用いていた金属バネをソファーなどで用いられる布バネに変更し、高機能化を実現しながらN700系よりも軽量な座席となっている。座席は天龍工業製およびコイト電工製のものが納入されている。

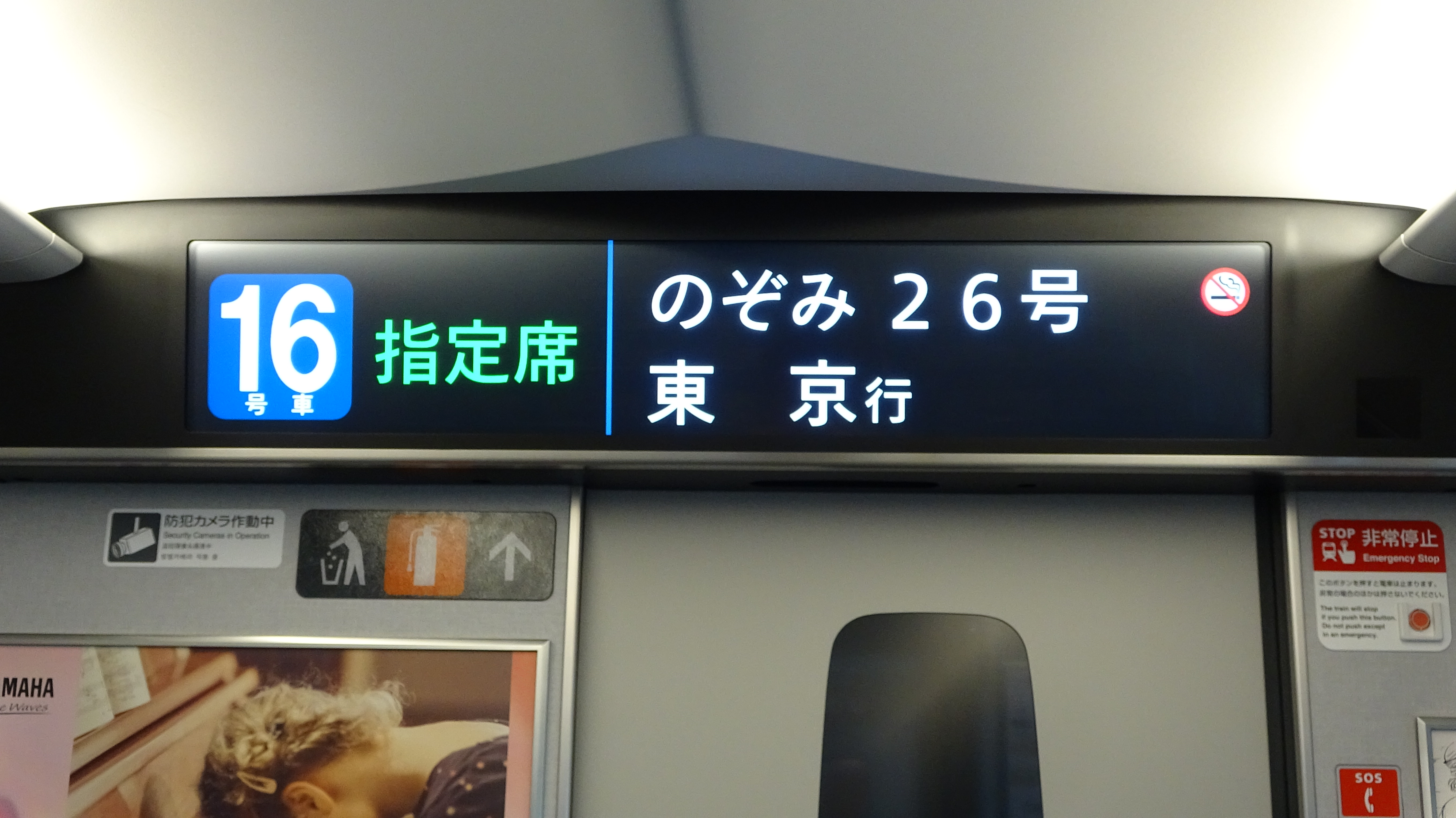
車内ディスプレイ
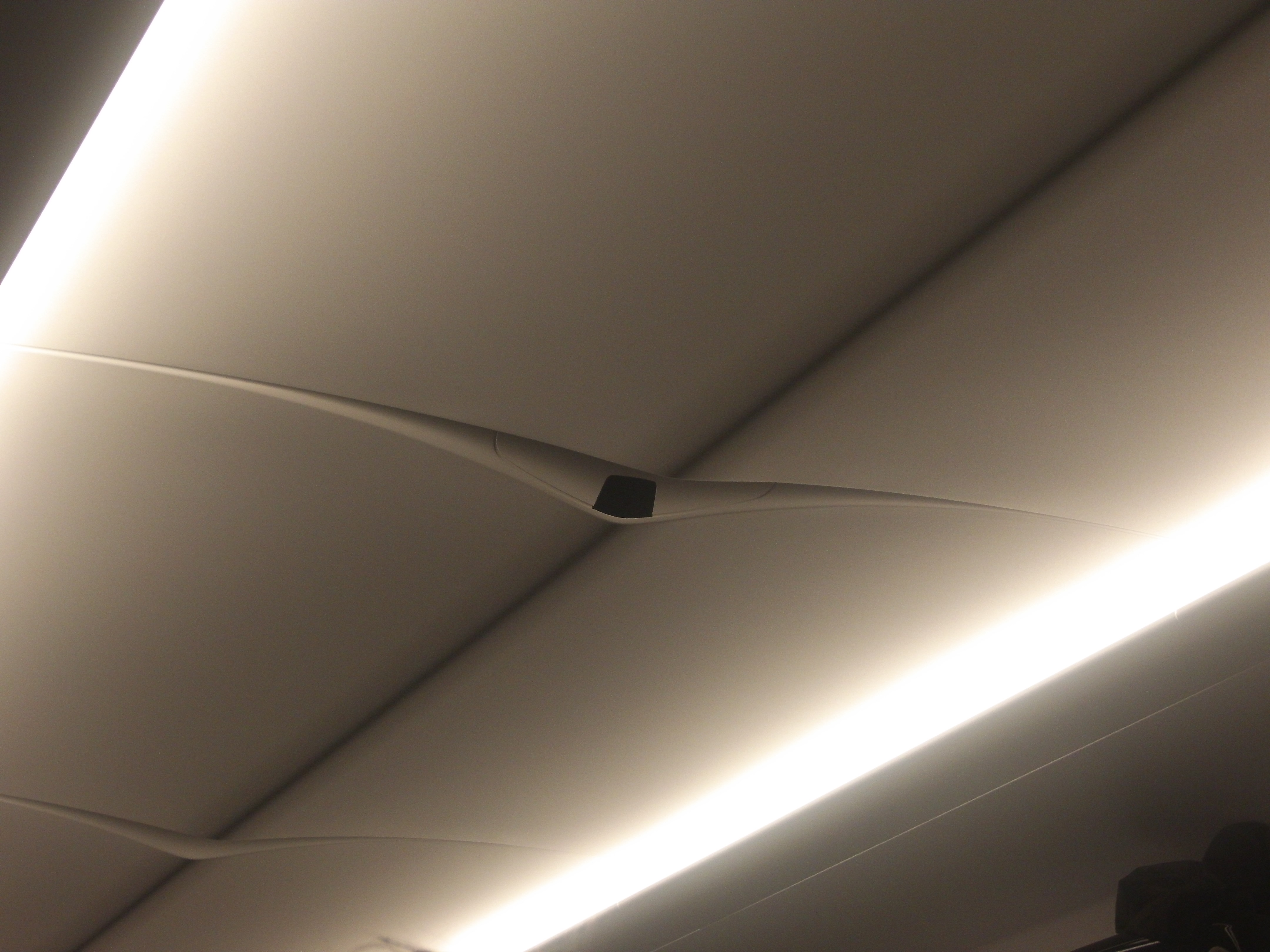
天井の防犯カメラ
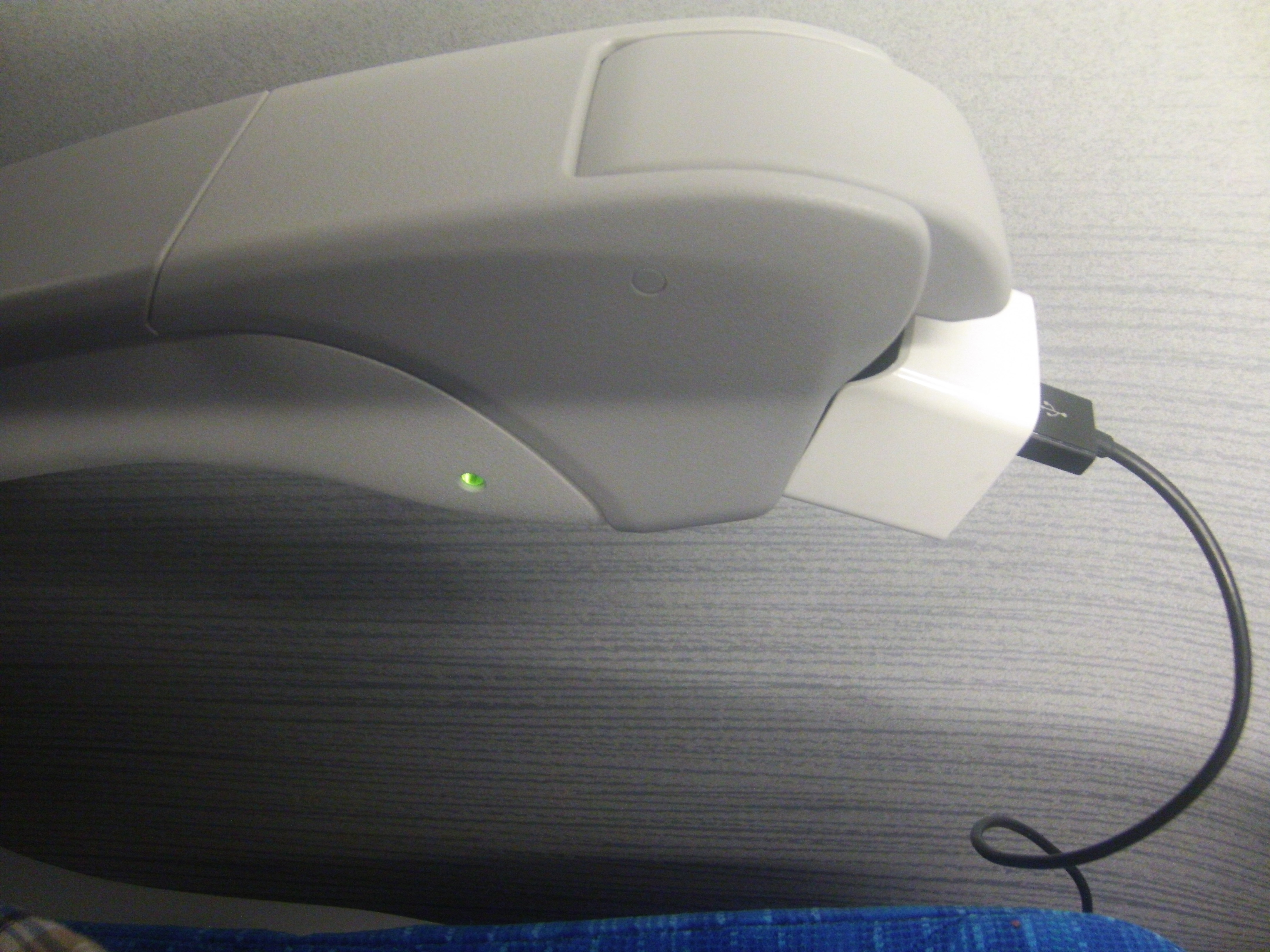
肘掛けのコンセント（普通車）
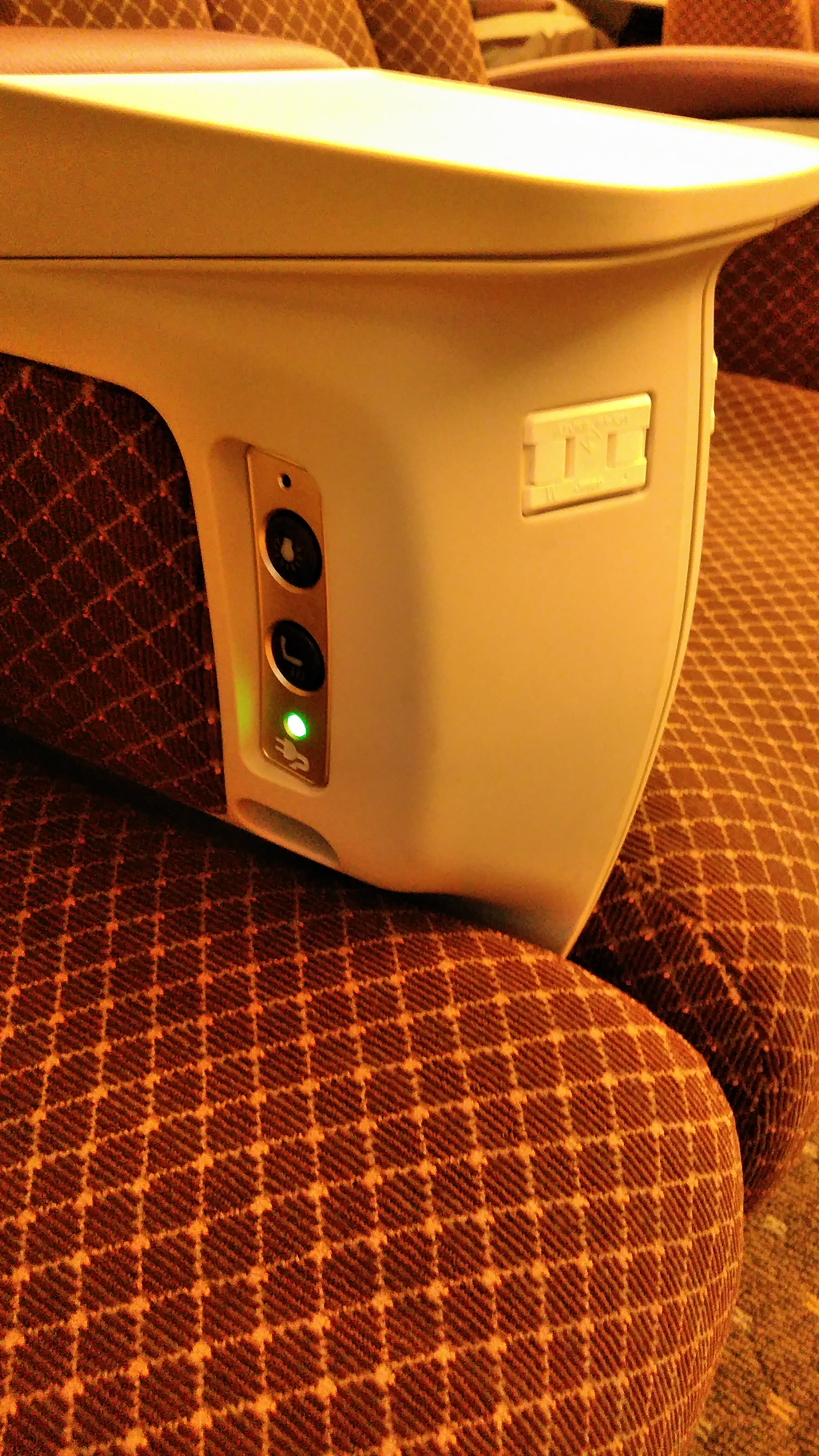
コンセントとコンソール（グリーン車）
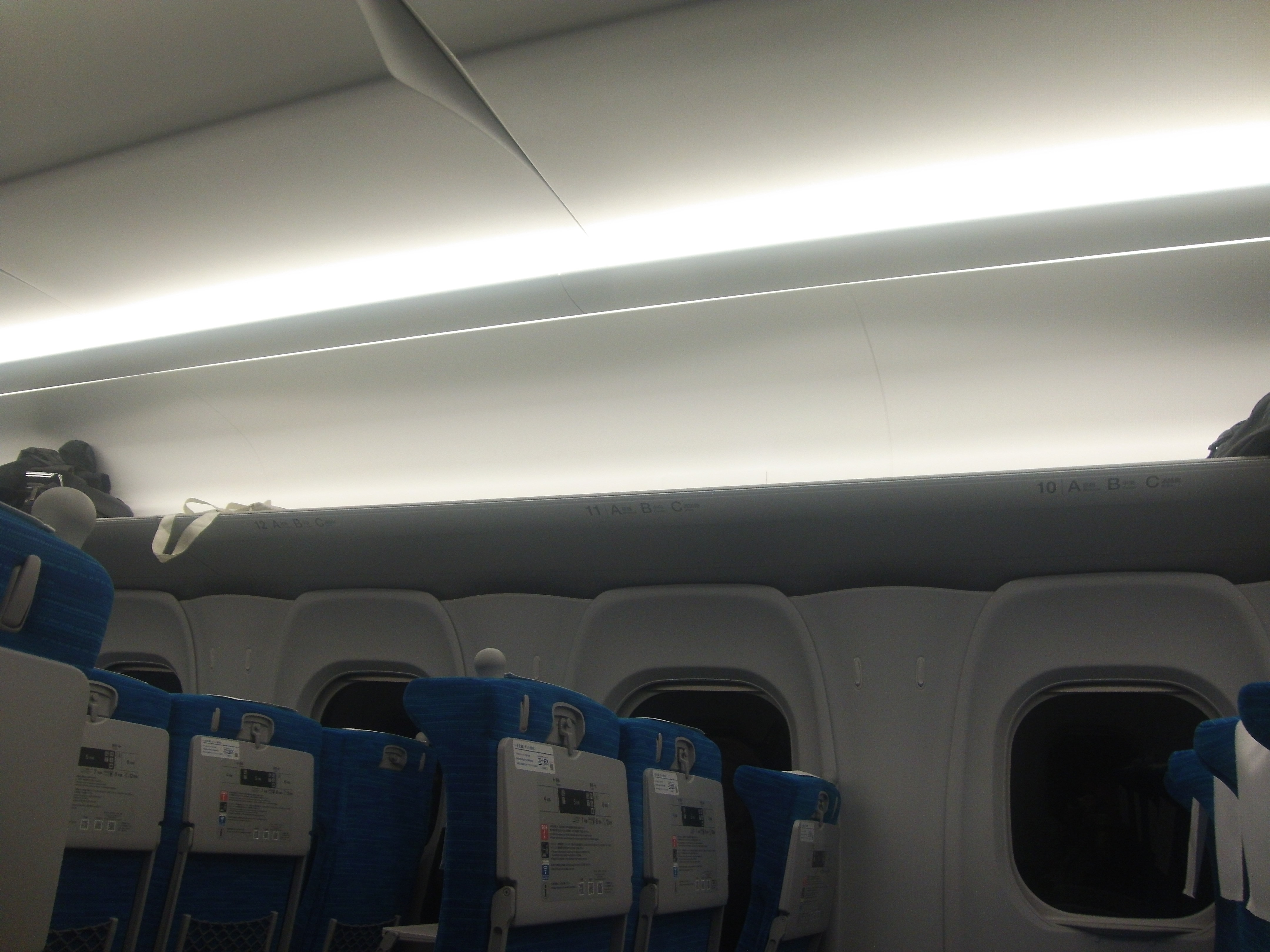
停車駅に近づくと荷棚に照明が灯る

#### 化粧室（トイレ）
化粧室（トイレ）は、奇数号車の東京寄りに設置されている。洋式トイレの化粧室には全て温水洗浄便座が備わっている。

- 11号車を除く奇数号車
2020年7月の営業運転開始以降、化粧室（男女共用）（洋式トイレ）2箇所および化粧室（男性用）（小便器設置）1箇所という構成が続いていた。2024年12月、男女共用の化粧室（トイレ）1箇所を女性専用として順次供用することが発表され[44][45]、東京寄りに位置する1箇所が女性用に変更された。2025年3月15日以降は、化粧室（男女共用）1箇所、化粧室（女性用）1箇所、化粧室（男性用）1箇所の構成となっている[46][注釈 5]。化粧室（男女共用）にはベビーベッド（おむつ交換台）、化粧室（女性用）にはベビーチェアが設置されている。化粧室周りには洗面所1箇所が設けられている。
- 11号車
多目的トイレおよび化粧室（男女共用）の2箇所が設けられている。多目的トイレは、車椅子利用者、オストメイトにも対応し、室内にはベビーベッド（おむつ交換台）およびベビーチェアの両方が設置されている。化粧室（男女共用）の博多側には隣接して洗面所1箇所が設けられている。

#### 特大荷物収納設備

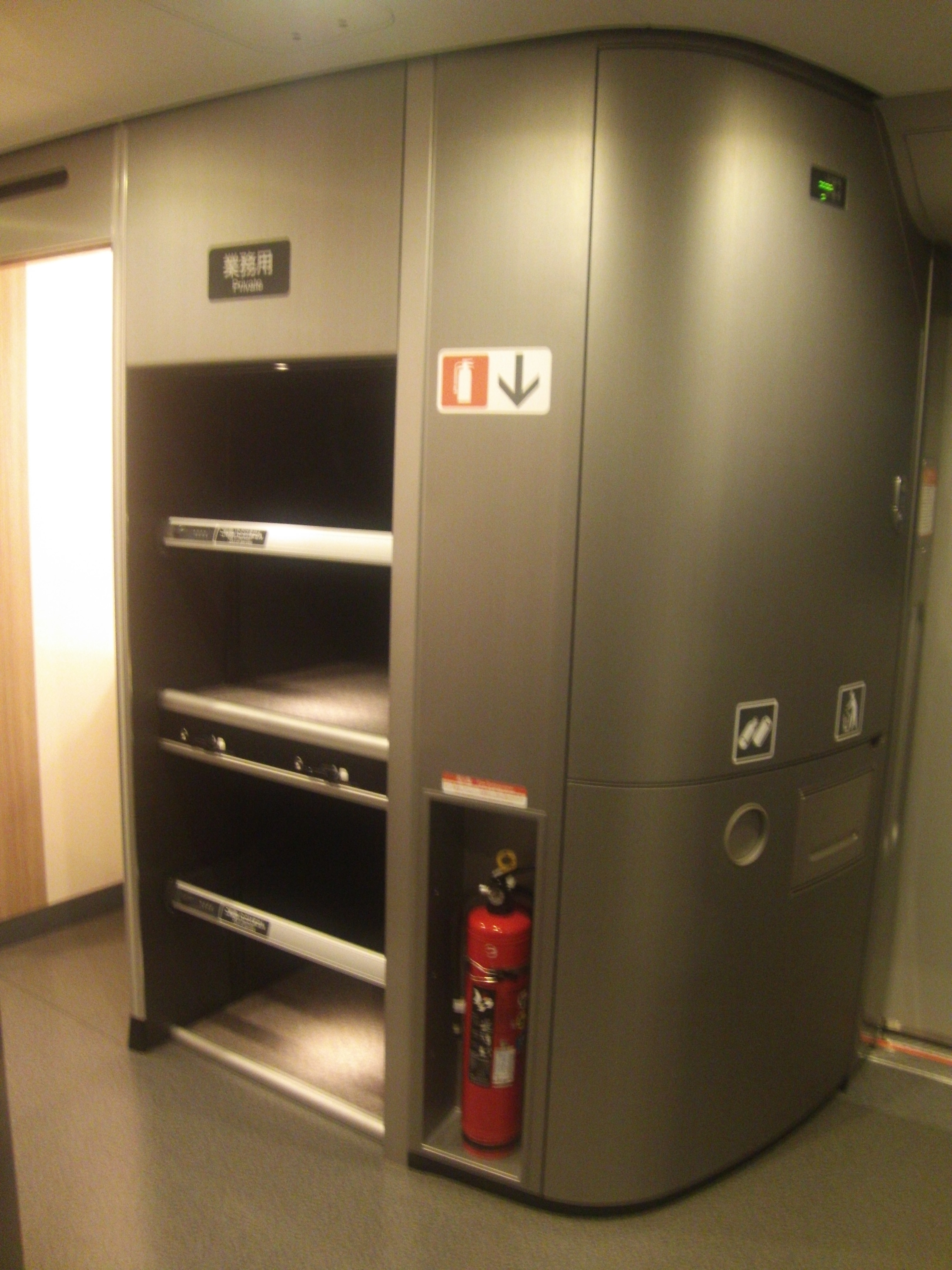
デッキの荷物棚　（特大荷物コーナー）

JR東海、JR西日本およびJR九州は、東海道・山陽・九州新幹線を利用する国内外の旅客に対し、より安全で安心かつ快適なサービスを提供するため、2020年5月20日から普通車指定席車両（一部の指定席号車を除く。）およびグリーン車の客室内最後部座席を「特大荷物スペースつき座席」として指定し、事前予約することによって座席の後方のスペースを、縦・横・高さの3辺合計が160cmを超え250cm以内の大きな荷物（「特大荷物」）の置場として利用できるようにした。。
また、N700Sの編成車両のデッキの一部には荷物棚が設けられていたが、2023年5月24日からは特大荷物コーナーとして利用が可能となった。荷物棚は上下二段に分けて設けられ、利用可能な荷物のサイズは、上段：３辺の長さが各80cm以内×60cm以内×50cm以内、下段：３辺の長さが各80cm以内×60cm以内×40cm以内とされている。特大荷物コーナーの利用方法は、指定席・グリーン席に設定する「特大荷物コーナーつき座席」を事前予約することで最寄りのデッキにある同コーナーが利用可能となる（他の指定席・グリーン席と同額で、追加料金は不要）。また、同コーナーは座席から離れた位置にあるため、施錠機能が備わっており、施錠には交通系ICカード等の非接触型ICカードが必要となっている（但し、一部のICカードやモバイル端末では利用不可能）。

#### バリアフリー対応設備
車椅子スペースは初期導入分（J12以前のJ編成とH1,H2編成）までは11号車に2席のみ設けられた。3列シートの通路側C席2列分がこれに充てられ、通路を挟んだ横並びのD・E席の幅が他に比べてわずかに狭くなっていた。11号車には車椅子対応のトイレや多目的室（通常は施錠）が設けられ、デッキが広めな構造になっている。
2020年10月に高齢者、障害者等の移動等の円滑化の促進に関する法律（バリアフリー法）省令のバリアフリー基準が改正されたことを受け、2021年度以降に導入された編成（J13以降のJ編成およびH3以降のH編成）では車椅子スペースが6席に増やされた。これに伴い、編成定員が300系以来標準の1,323名から1,319名に変更となっている。

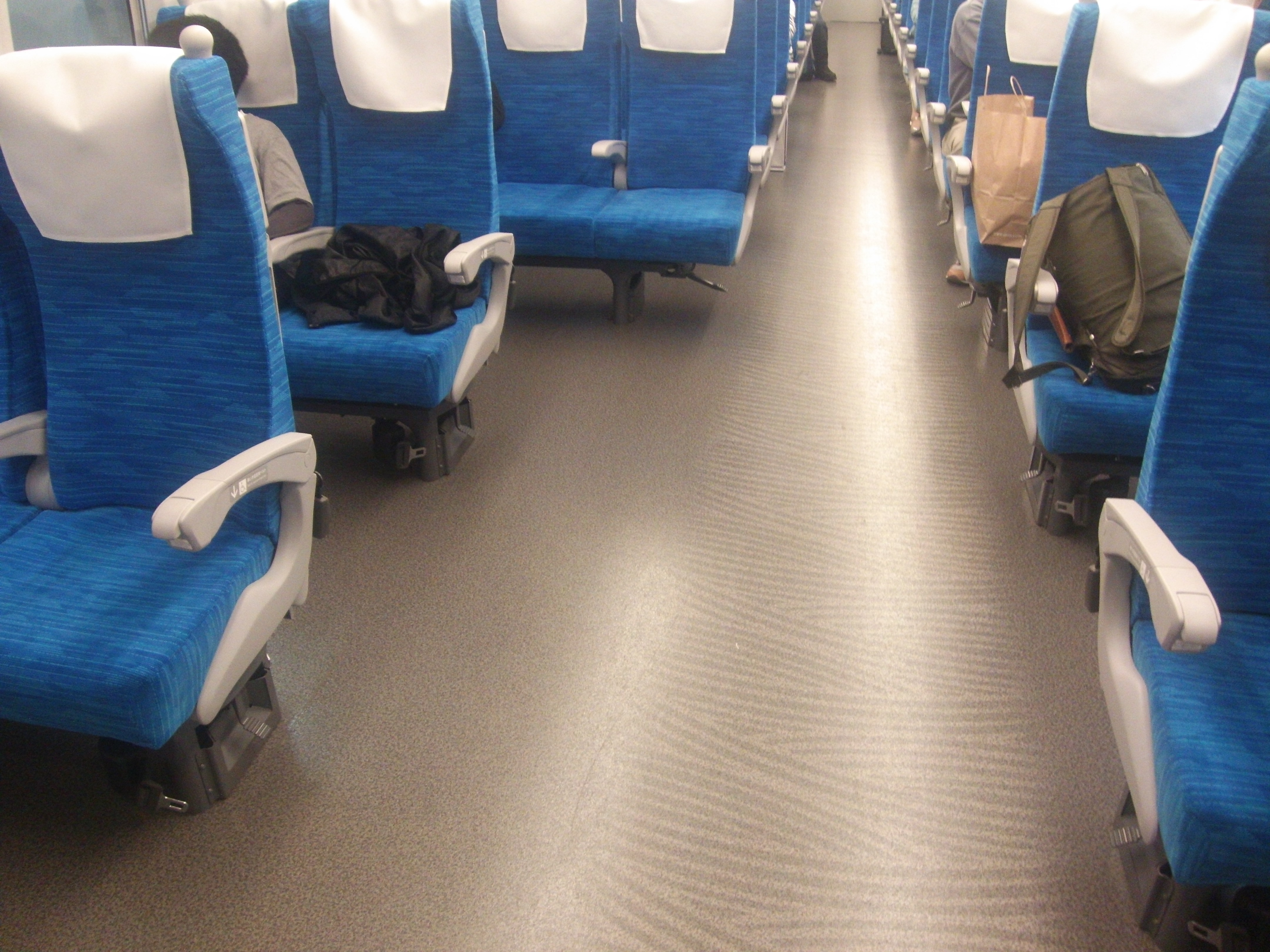
車椅子スペース（旧）
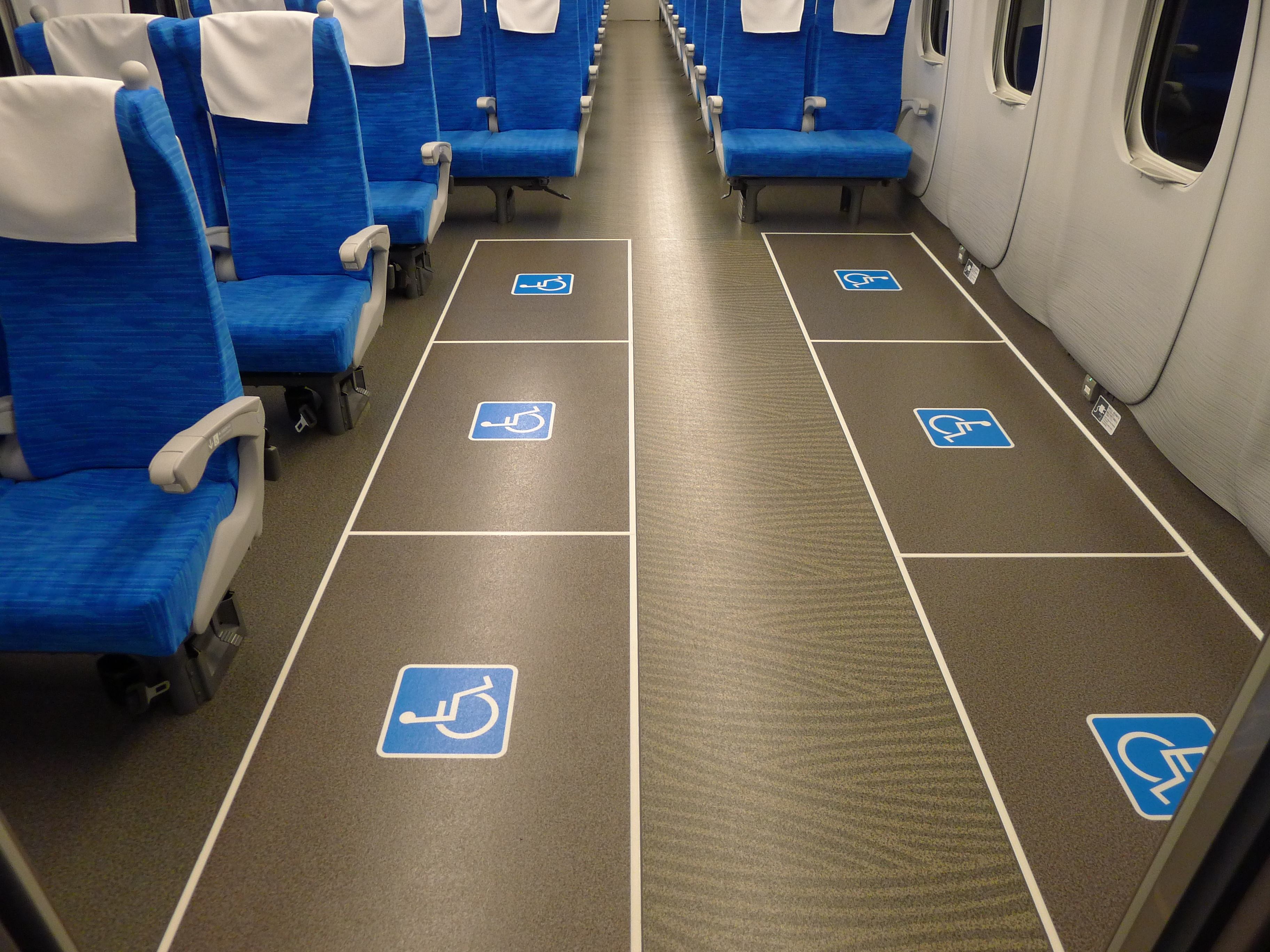
車椅子スペース　（拡張後）
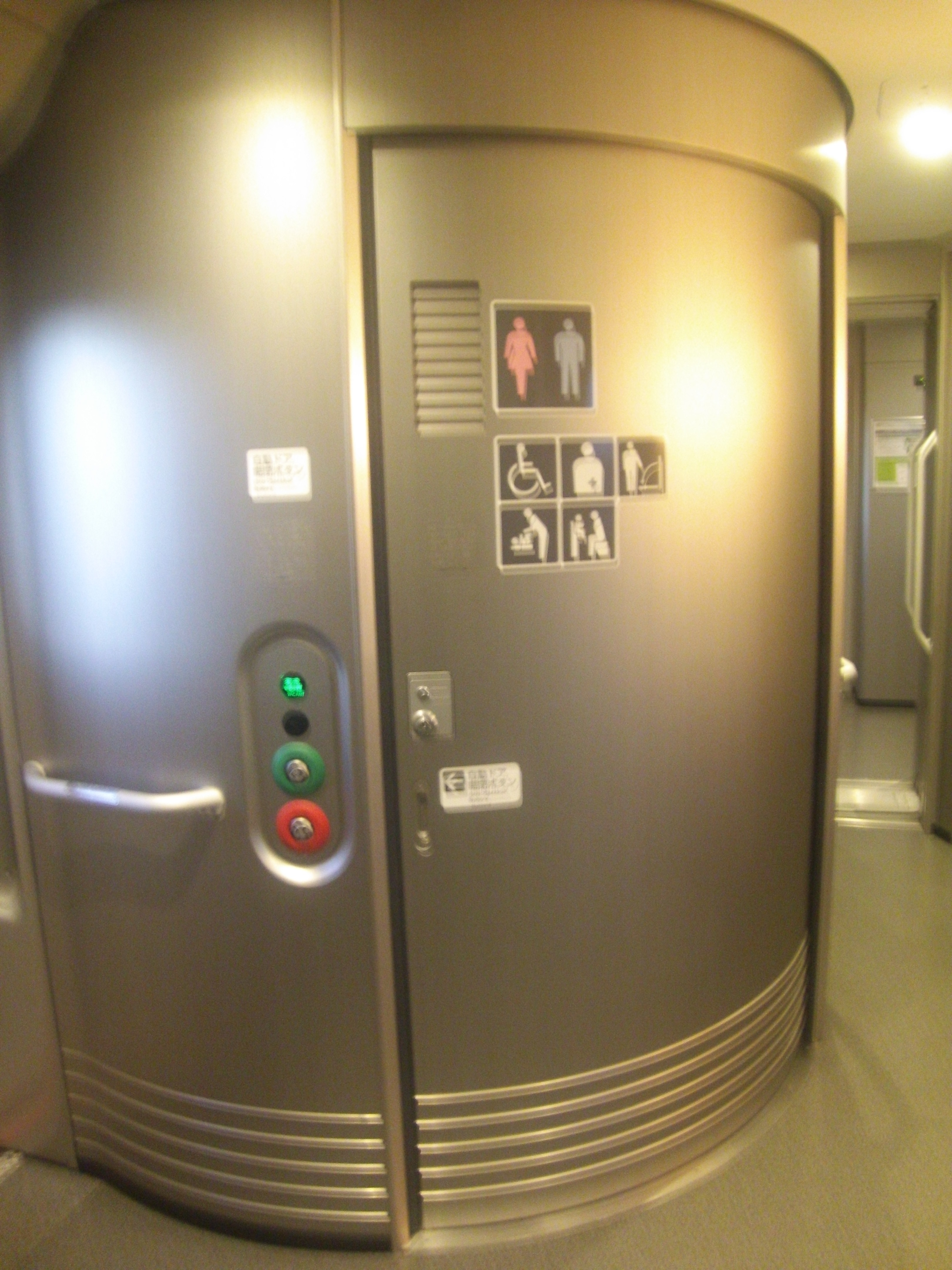
バリアフリートイレ
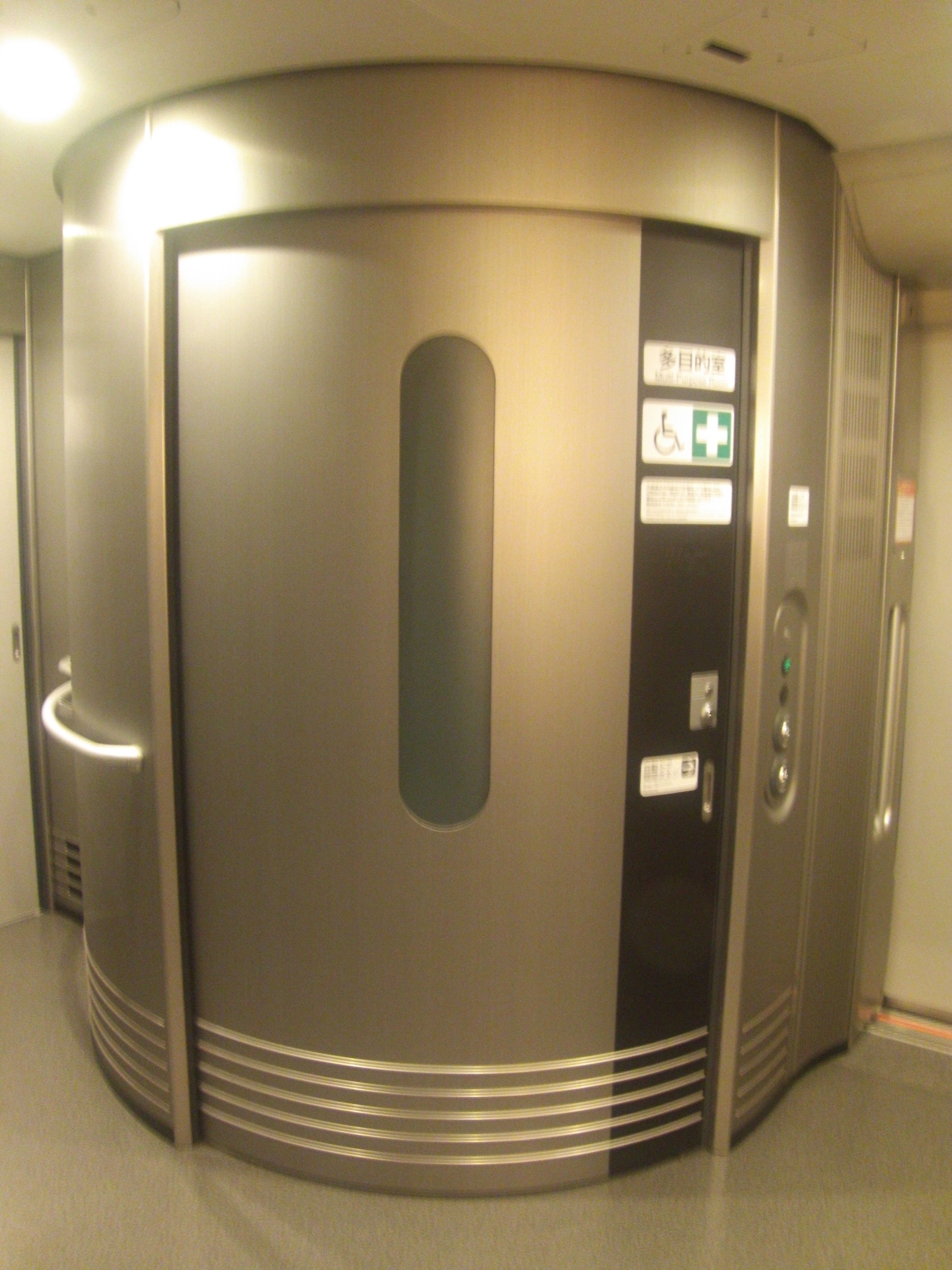
多目的室

#### ビジネス環境対応設備
2020年の新型コロナウイルス感染症の感染拡大を契機として、ICTを活用したテレワークやWeb会議等、働く場所を選ばない新しい働き方が広がっている変化を踏まえ、JR東海およびJR西日本は新幹線を利用する乗客が乗車前後を通してシームレスに仕事を実施できるビジネス環境を整備するため車内設備の対応を進めている。2021年10月からは、N700SおよびN700系（16両編成）によって運行される「のぞみ」の7号車を「S Work車両」として設定している（「ひかり」「こだま」は2023年10月から設定）。
N700S充当列車においてはビジネスサポートツール（膝上PCクッション、簡易衝立、PC用ACアダプタ、USB充電器、小型マウス）を無料で貸し出しているほか、7号車と8号車（グリーン席）に従来の「Shinkansen Free Wi-Fi」から速度を倍にし暗号化を設定した「S Wi-Fi for Biz」（Shinkansen Free Wi-Fi for Business）が整備されている。また、2023年10月20日より、3人掛け座席の中央（B席）にパーティションを設置しA席とC席を分離することでプライベート空間感を確保する「S work Pシート」の提供を開始した。
また、2022年度春以降、N700Sの3編成に対し、7・8号車間（デッキ部）に喫煙室の改造によって打ち合わせ等に利用できるビジネスブースが試験的に整備・導入されていたが、2023年10月から2024年度にかけて、N700S全編成にビジネスブースが本格導入されることになった。
ビジネスブースの本格導入に当たっては、ブースの利用は有料化（利用開始時にクレジットカードで支払い）され、利用時間の予約が必要となっている（乗車後に「S Work車両」の座席に備付のQRコードから、もしくは、直接ブース内のタブレットに表示されているQRコードから予約可能）。また、ブースには予約システムと連動した電気錠が新設されるとともに、入り口のドア部に利用や予約の有無を示す表示灯も整備されている。さらに、ブース内にはスマートフォンの急速充電が可能なＵＳＢポート（Type-A/C）が追加されている。

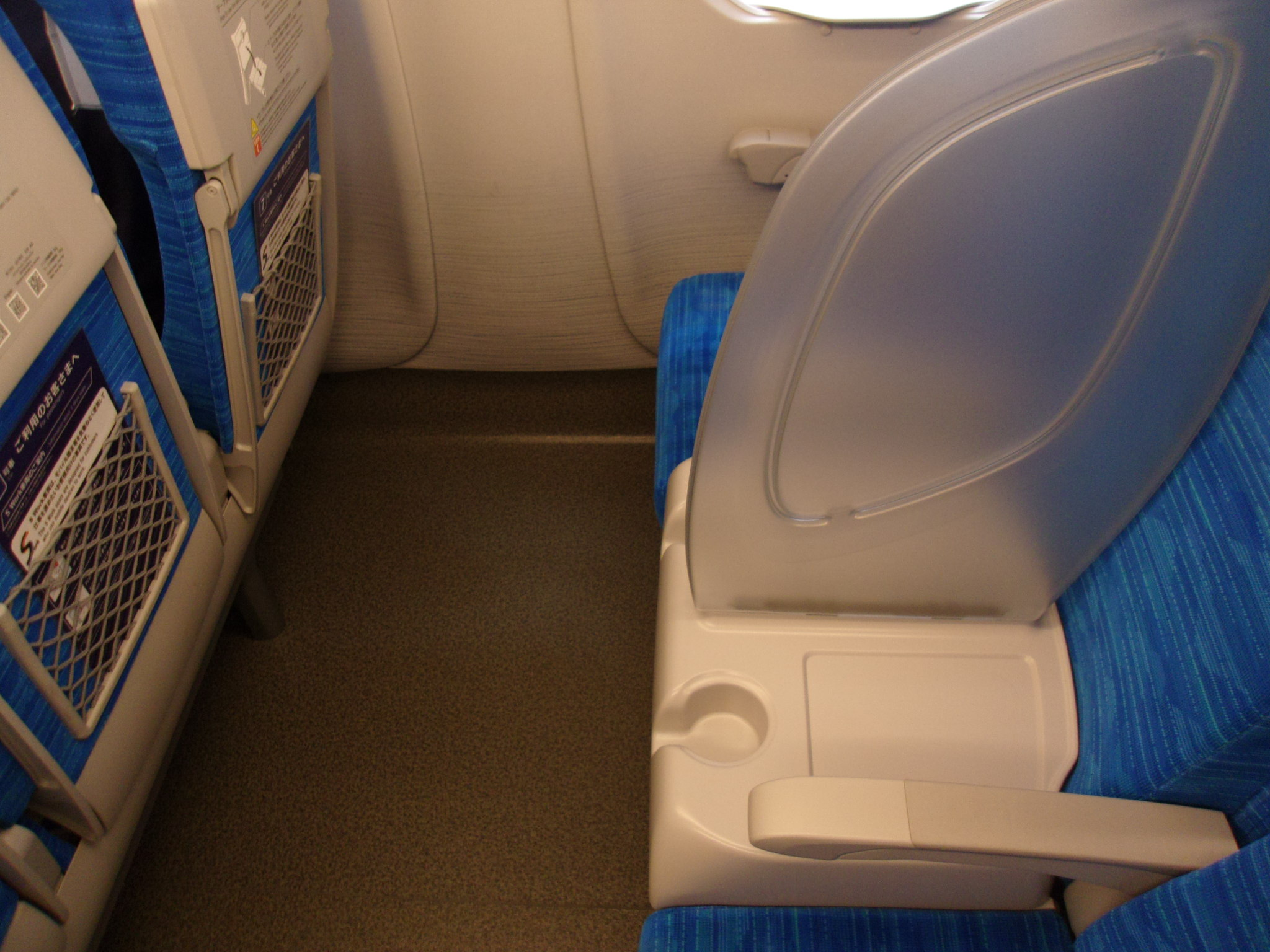
S work Pシート
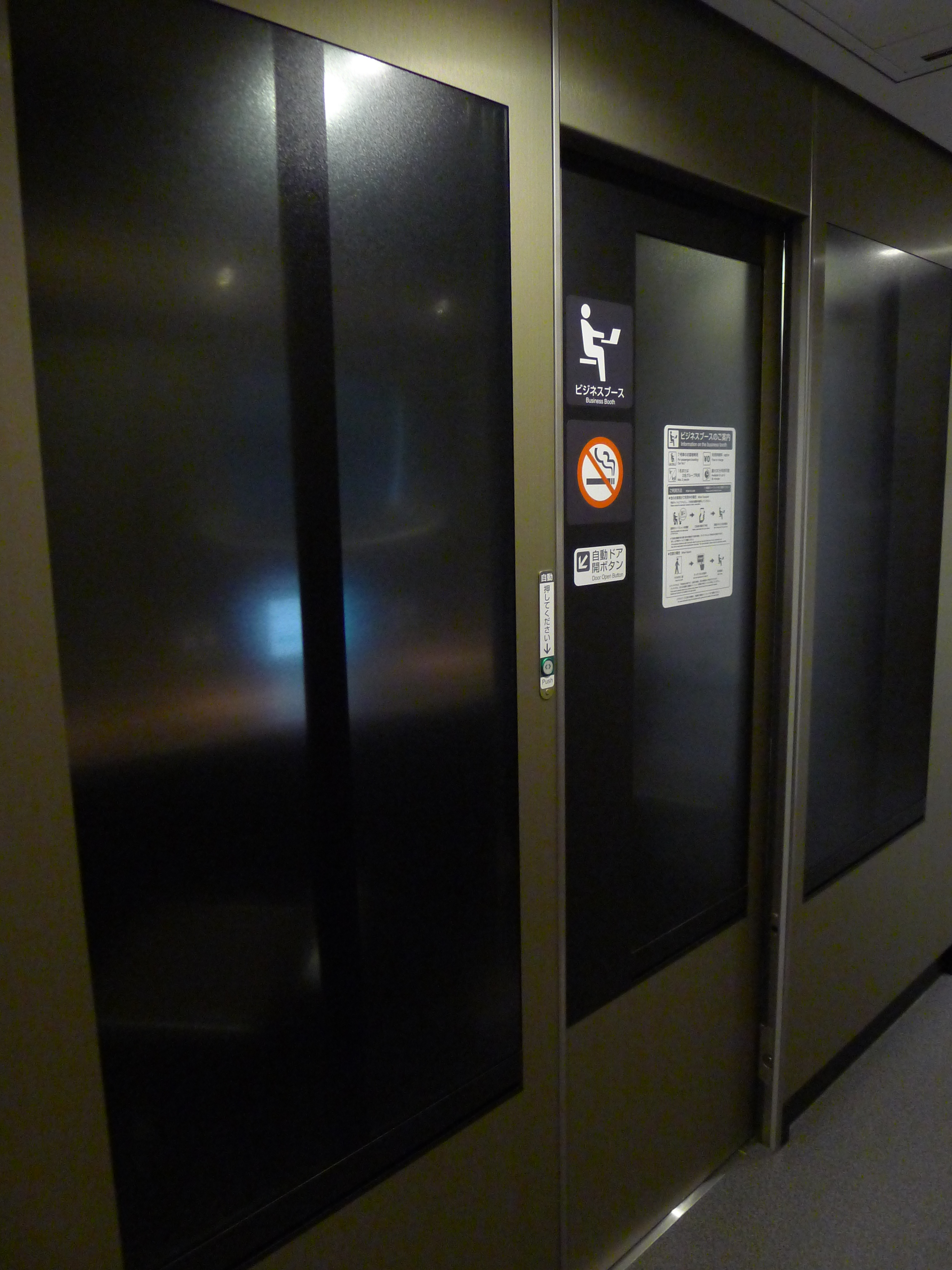
S Work車両のビジネスブース
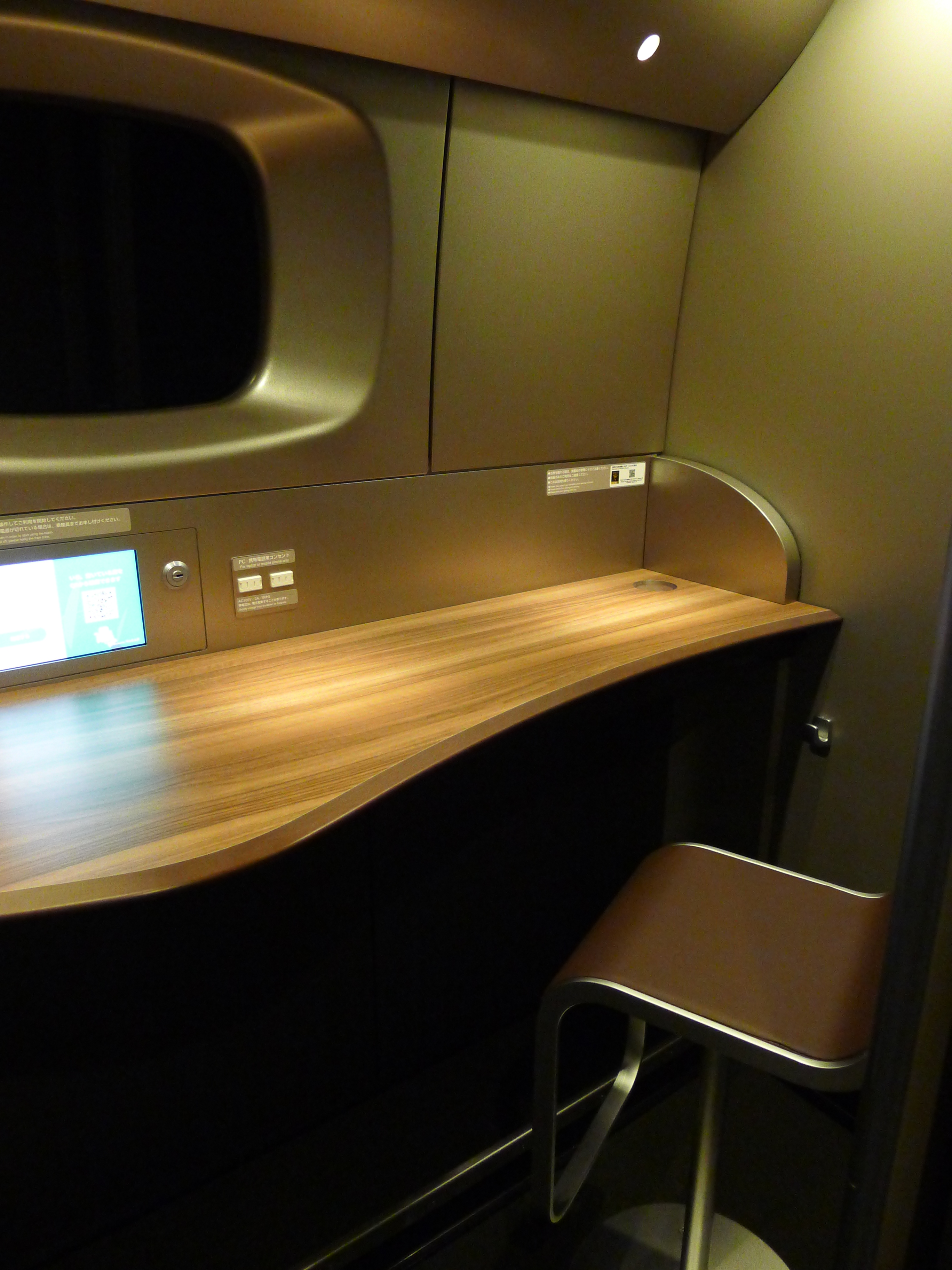
S Work車両のビジネスブース（内部）

#### 車内チャイム
車内チャイムはN700Aと同様、JR東海J編成はデビューした2020年7月1日から2023年7月20日までの3年間は『TOKIO』の『AMBITIOUS JAPAN!』が使われていたが、2023年7月21日からは『UA』の『会いにいこう』に変更された。
JR西日本H編成は2021年3月のデビューからJR東海のJ編成での車内チャイム変更があった2023年7月21日以降も『鬼束ちひろ』の『いい日旅立ち・西へ』を使用している。。

#### 公衆電話（廃止）

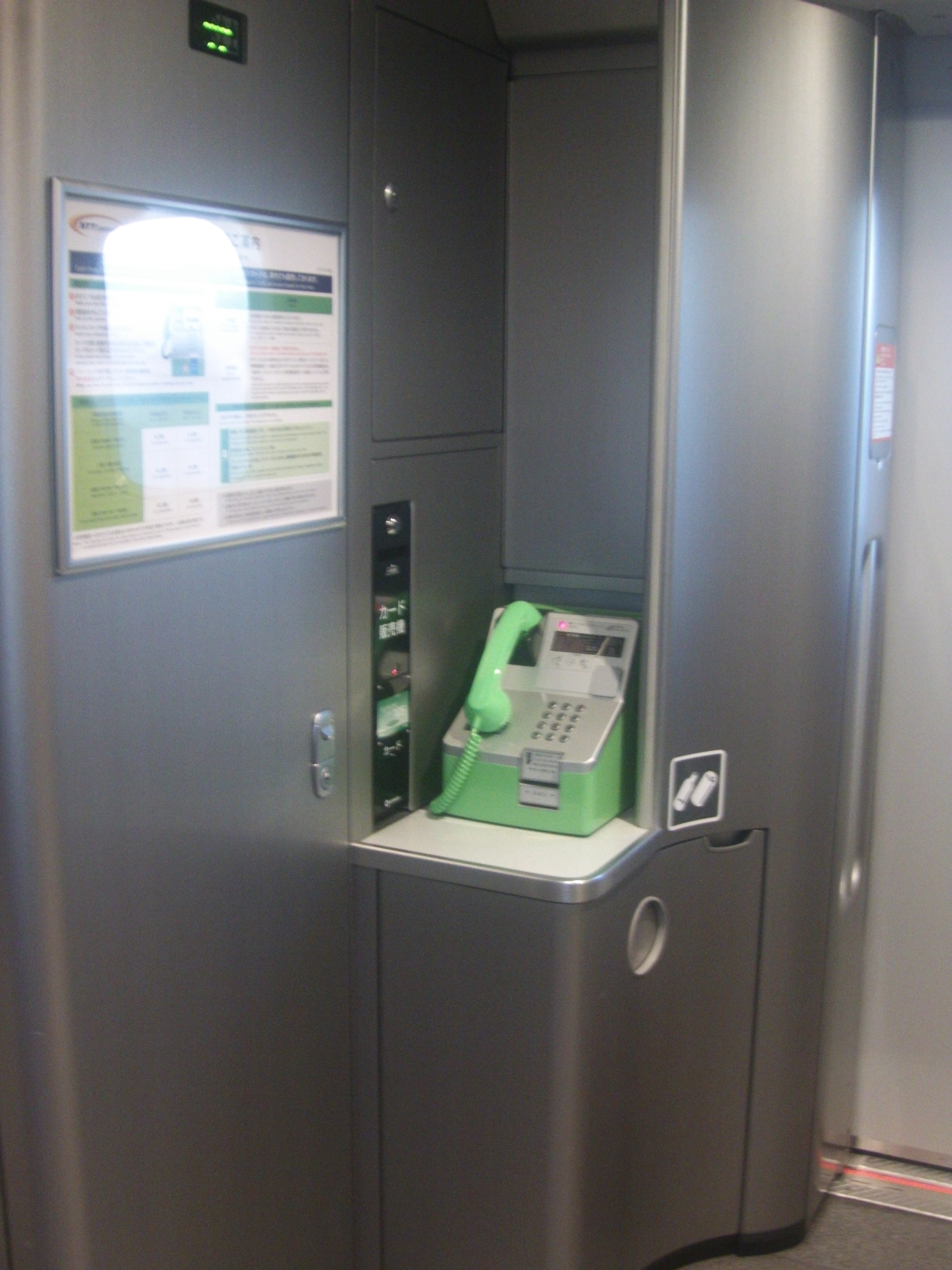
公衆電話（2021年廃止）

N700Sが投入される2020年以前から、携帯電話の普及によって列車公衆電話の利用頻度は減少していたが、N700Sの初期投入編成には12号車のデッキ部に公衆電話が1台設置されていた。2021年3月、新幹線を営業運行するJR各社およびNTTコミュニケーションズ社から、トンネル内等を含めて携帯電話の通話不能区間が解消されたことが発表され、これに伴い2021年（令和3年）6月30日に全ての新幹線における列車公衆電話サービスを終了した。N700Sの初期投入編成に設置されていた公衆電話も使用停止となり、撤去された。

#### 喫煙ルーム（廃止）

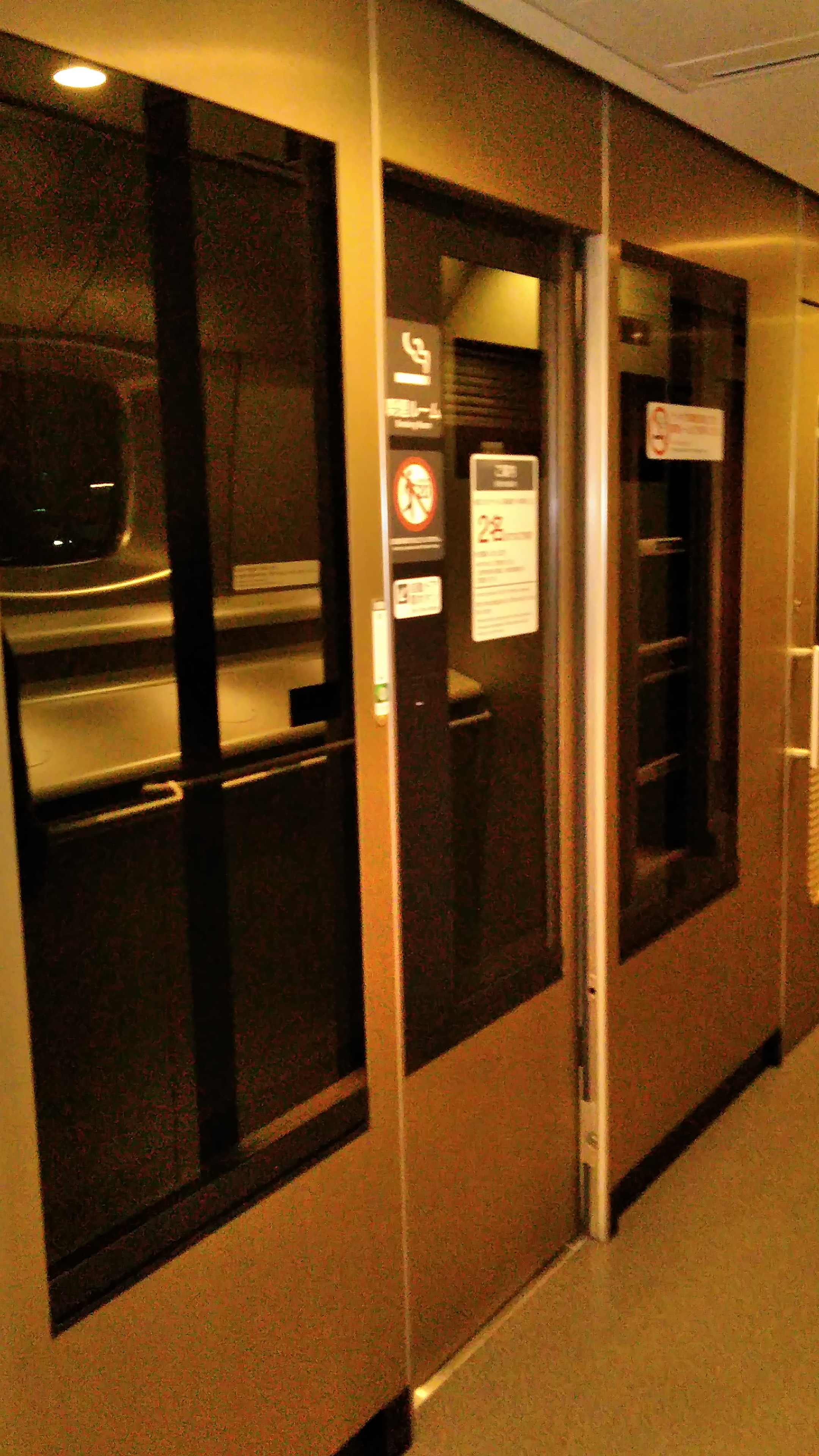
喫煙ルーム（2024年廃止）

N700Sは、投入当初から座席部においては全面禁煙とされ、喫煙設備としてN700系に合わせて3・7・10・15号車に喫煙ルームが設けられた。
このうち、7号車の喫煙ルームは、新幹線車内におけるビジネス環境の整備の一環として、打ち合わせなどに利用できる「ビジネスブース」として転用するため、2022年3月12日に廃止された。
残された3・10・15号車の喫煙ルームも、健康増進志向の高まりや喫煙率の低下を踏まえ、2024年3月16日にすべて廃止された。廃止後は、災害等への対応力強化を目的として、非常用飲料水の配備が計画されている。

### 走行機器
主変換装置には発熱が少ない炭化ケイ素 (SiC) 製のパワー半導体を使用することで、冷却方式を走行風による自冷式として冷却用の送風機を廃止し、装置の大幅な小型軽量化を目指した。これにより、主変圧器と主変換装置を同じ車両に搭載することで、柔軟な編成組み換えを可能としている。
SiCパワー半導体の特性を生かし、主電動機は新幹線としては初めて極数が6極のものを採用して固定子のコイルを薄くし、コイルを薄くした分回転子の径を拡大した。回転子の径を拡大したことでその分回転子の長さが短縮可能となり、これによって主電動機の全長をN700A比で70 mm短縮し、主電動機全体で70 kgの軽量化を実現している。また、主電動機の全長短縮によって生じた余裕と従来よりも幅の薄い歯車の開発により、駆動装置の歯車をN700Aまでのはすば歯車からやまば歯車に変更し、軸受周りの構造の見直しや保守の負担軽減、騒音の減少を図っている。
台車は台車枠のフレーム構造が見直され、従来の補強部材が溶接された左右対称の2つの鋼材が溶接された構造から、底板の上に折り曲げられた鋼材を被せた構造に変更し、場所によって底板の厚さを変更することで強度を確保するシンプルなフレームとなっている。これにより溶接工数を削減し、台車枠の品質向上を図っている。また、補強部材は削減されているが剛性はN700Aの台車より高くなっている。また、車体傾斜装置はN700系（16両編成）と同じ仕様のものを使用している。空気ばねには住友電気工業が新たに開発した製品を使用している。
乗り心地の向上を図るため、両先頭車とパンタグラフ搭載車、グリーン車には従来のセミアクティブ制振制御装置に代わって、新たにフルアクティブ制振制御装置が搭載された。従来他社の新幹線車両などで採用されていた、電気式アクチュエータによる電気機械式のフルアクティブ制振制御装置とは異なり、N700Sではセミアクティブ制振制御装置に小型モータと油圧ポンプを追加して推力を出す新しいタイプのフルアクティブ制振制御装置を採用している。これにより、小型モータと油圧ポンプが故障した場合でもそのままセミアクティブ制振制御装置として使用できるため冗長性が向上しており、更にモータの小型化によって消費電力も削減されている。
集電装置は支持碍子の数をN700Aの3本から2本に削減し、更に基部の内部構造を見直すことで幅を狭めており、これによって碍子カバーの幅も14 cm狭めている。すり板はN700Aの一体型から10枚に分割されたたわみ式すり板に変更され、架線への追従性を向上させて離線やそれに伴うスパークの発生抑制を図っている。
また、高速鉄道では初の試みとして「バッテリー自走システム」を採用。車体下部に大容量のリチウムイオンバッテリーを搭載し、不測の事態により架線からの給電が行われなくなっても、最寄り駅やトンネル等を避けた場所など、乗客の避難が容易な場所まで最低限の自力走行ができる仕組みを導入するとともに、トイレが使用できなくなる事態も回避できるようにした。

### 計測監視機器
JR東海は、東海道新幹線において、計測専用の車両であるドクターイエローにより定期的に軌道や電気設備の計測を行い、計画的に保守作業を行うことで日々の安全・安定輸送を確保してきたが、より高頻度に設備の状態把握を行い、タイムリーに保守作業を行うため、営業車両による地上設備計測の実現を目指している。このため、営業車両にも搭載可能な計測機器の小型・軽量化などの技術開発が進められ、2009年には「軌道状態監視システム」が実用化され、N700系営業車両の6編成に搭載された。2018年には、N700S搭載用の計測機器として「トロリ線状態監視システム」、「ATC信号・軌道回路状態監視システム」および「軌道状態監視システム」が開発された。上記の三つのシステムは、J0編成による確認試験後に実用化され、2021年度からN700S営業車両の一部編成に搭載されている。システムの概要は以下のとおり。
- トロリ線状態監視システム
走行中に、トロリ線の状態（摩耗、高さなど）を計測する。照射光源に赤外線ＬＥＤを採用することにより、太陽光によるノイズを受けにくく、安定した計測が可能。また、高速走行時でも正確な計測が可能であり、 作業員による定例的なトロリ線計測（夜間）を省略できる。
- ATC信号・軌道回路状態監視システム
走行中に、レールに流れるＡＴＣ信号、電車からレールを伝わり変電所に戻る帰線電流を計測し、取得したデータを定期的に保守部門の現業機関等へ送信する。異常の予兆を早期に検知し、信号設備、軌道回路に対して必要な処置や保守を速やかに行うことが可能となる。
- 軌道状態監視システム
走行中に軌道の状態（レールの形状の上下・左右方向のずれ、レール間の距離・高低差）を計測可能であり、データをリアルタイムに中央指令等へ送信する。多項目かつ高精度な軌道状態監視が日々可能となるため、適切な時期に合わせて保守作業を実施することにより、乗り心地の維持・向上に貢献する。N700系に搭載された同名のシステムの改良発展型。

2023年3月時点において、「トロリ線状態監視システム」は、J15、J19、J23の計3編成への搭載が確認されている。「ATC信号・軌道回路状態監視システム」および「軌道状態監視システム」は、J15、J17、J19、J21、J23、J25の計6編成への搭載が確認されている。

### マイナーチェンジ

#### 2次車における変更点
JR東海では2023年度より2次車として19編成の追加投入を計画している。2次車となるJ41編成からは以下のような変更点がある。
- 各号車にある座席表示機の廃止
列車種別表示器の他にあった自由席もしくは指定席の表示器が省略されている
- 11号車の改良
車椅子で利用する際の利便性を向上するため、窓側の車椅子スペースのコンセント位置が足元から窓下に変更され、多目的室では車窓を眺望しやすいよう窓位置が変更されている[74]。
- アルミ部材のリサイクル
従来、廃車車両のアルミ部材リサイクル製品の使用は車体強度の観点から内装部品の一部に限られていたが、アルミの選別工程を確立することによって「アルミ水平リサイクル」の範囲を拡大し、車両構体の屋根の一部にも再生アルミ部材を使用することとしている[74][73]。
- 7号車の構造変更
7号車の業務用室に設けられていた側引戸が廃止されている[75]。
- 10号車と15号車の元喫煙ルーム窓の形状変更と7号車の窓追加
10号車と15号車の喫煙ルーム窓が普通車に使われている形状の窓に変更されている
7号車海側の廃止された側引戸の代わりにグリーン車に使われている形状の窓が新たに追加された

### 確認試験車

#### 確認試験車の製作・製造

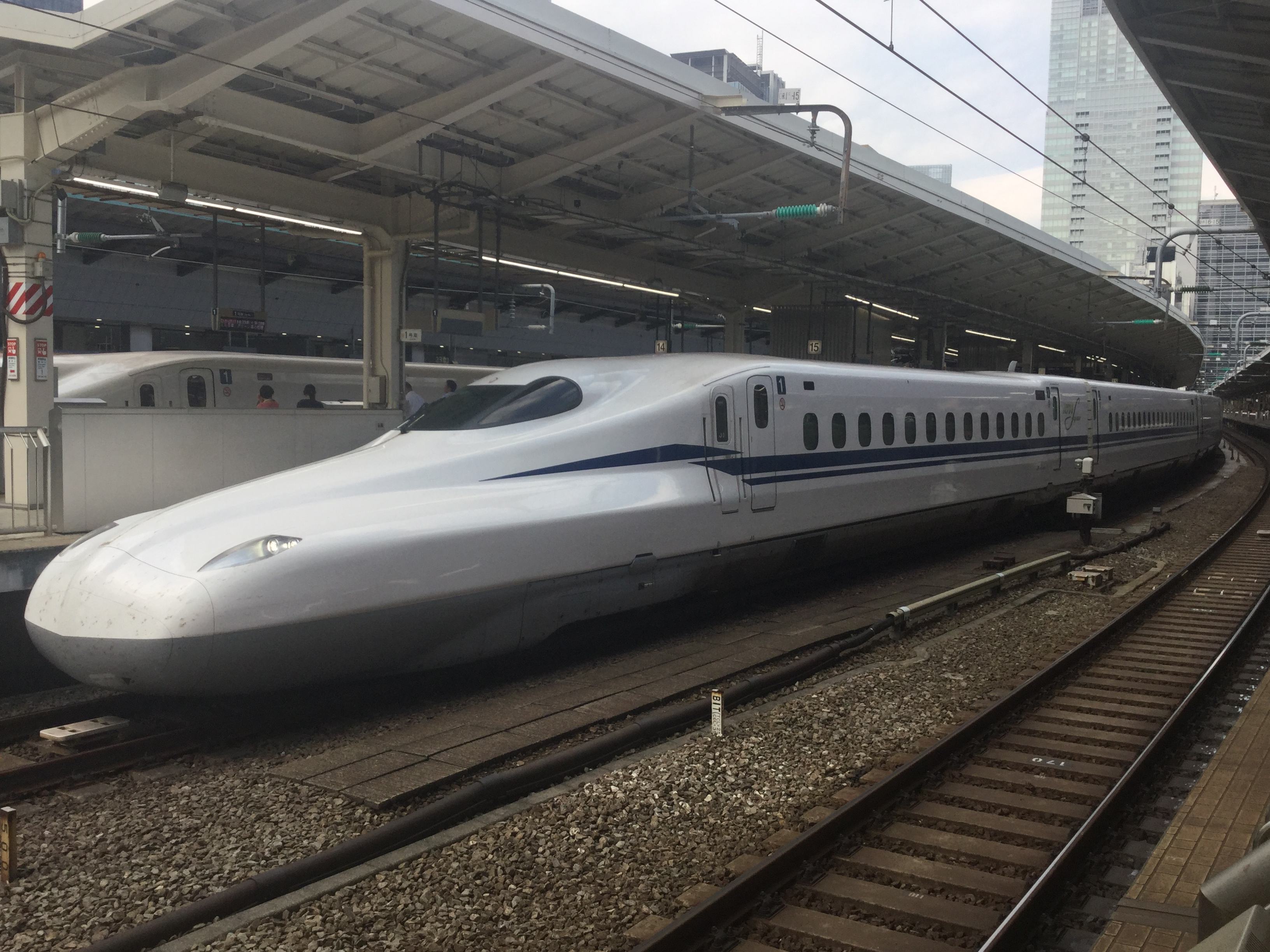
N700S確認試験車
（2019年9月 東京駅）

N700Sは、N700系以来のフルモデルチェンジ車として位置づけられたため、炭化ケイ素 (SiC) 製のパワー半導体の使用、フルアクティブ制振制御装置の搭載等の新技術（「走行機器」参照）が採用されることになった。このため、JR東海は、営業用車両に反映する新技術の最終確認を行う車両として、その後は東海道・山陽新幹線の更なるブラッシュアップを目指し、技術開発を推進する試験専用車として確認試験車を製作することを決定し、2016年6月24日に報道発表した。
確認試験車（量産先行車）（J0編成）は、日本車輌製造が5 - 10・13 - 16号車を、日立製作所が1 - 4・11・12号車を製造した。2018年2月には編成を構成する各車両が製造完了に伴い浜松工場へ順次陸送され、同年3月10日に16両編成の姿で報道公開された。公開時には3日前の同年3月7日に発表されたN700Sのシンボルマークも車体に掲出され、確認試験車とともに初披露されることとなった。
なお、J0編成の登場により、N700系X0編成（確認試験車）が2019年2月6日付で廃車された。

#### 確認試験車による試験
確認試験車は、2018年3月20日に走行試験を開始した。JR東海により実際に検証された試験内容は以下のとおりである。
- 16両編成による基本性能試験
2018年3月20日～同8月末の間に実施され、「地震時のブレーキ距離の更なる短縮」や「フルアクティブ制振制御装置による乗り心地向上」等、必要な性能を有していることを確認した[81]。
- バッテリー自走システムによる自走走行試験
リチウムイオン電池を搭載したバッテリー自走システムにより架線からの電力を使用せずに自走し、災害時など長時間の停電でトンネル内や橋の上で停止した際に安全な場所まで移動可能であることを検証した。2018年9月11日および同12日に基本性能試験を実施し、16両編成中2両にバッテリーを搭載して約5km/hで走行させ、機能に問題がないことを確認した。更に2019年7月8日～同11日には、バッテリー搭載車両を4両に増やして三島車両所で自走試験を実施した。7月10日の試験は報道公開され、3.2kmの区間をバッテリー自走し、30㎞/hで走行可能であることが確認されている[81][82][83]。
- 8両編成による走行試験
2018年10月10日～同12月27日の間、様々な編成両数に変更可能である「標準車両」としての性能を確認するため8両編成（モーター搭載車両は8両）での試験を実施し、機能に問題がないことを確認した[84]。
- 速度向上試験
2019年5月中旬～同6月中旬までの間、N700Sの性能を高い次元で確認するため、米原‐京都間の下り線において360km/hの速度向上試験を実施。2019年6月6日には試験走行列車が報道公開されて運行され、最高試験速度362 km/hを達成した。しかし、JR東海は東海道新幹線の営業最高速度を引き上げる予定はない意向を示している[84][85]。
- 長期耐久試験
2019年3月頃から2020年度前半までの約1年半の間、部品などの耐久性を確認するために16両編成による45万キロの走行を実施した[81][86]。
- 5G無線通信実験
2019年8月24日～同9月7日の間、富士市内（三島駅‐新富士駅間）において、NTTドコモと共同で実施した。高速走行する鉄道車内との第5世代移動通信方式（以下、「5G」）による無線通信の実現を目的とし、東海道新幹線沿線に仮設した実験用5G基地局と、高速走行中のN700S確認試験車内に搭載した実験用5G移動端末との間の5G無線通信実験を行い検証した。5G無線データ伝送実験では、最大データ伝送速度1.0Gbps以上、地上基地局間の連続ハンドオーバーに成功した。また、5G無線映像伝送実験では、8K映像コンテンツの高速ダウンロード配信および4K車窓映像のライブ中継に成功した[87]。
- 計測監視機器の試験
地上設備計測用に開発されたシステム（「計測監視機器」参照）をN700S確認試験車に搭載して走行し、性能確認及び長期耐久試験を実施した。軌道状態監視システムは2018年6月～2021年3月の間、トロリ線状態監視システムおよびATC信号・軌道回路状態監視システムは2018年10月～2021年3月の間に試験が実施され、実用化の目途が立ったため、一部の量産車への搭載に反映された[71]。
- 自動運転システムによる走行試験
2021年11月に開始（2024年6月時点において継続中）。運転士は先頭運転台に乗務し、発車に際しては手動操作を行うが、運転中の速度制御及び停車は定時運転・定位置停止機能等を有するシステムによって自動化する半自動運転（GoA2[注釈 8])の実用化を目指し、検証している（異常時においては緊急停止等の操作は運転士が実施）[注釈 9][88]。2023年5月11日未明には、走行試験が報道公開された。自動運転システムの営業用車両への導入は2028年を目標としている[89][90]。

2023年8月頃には2号車の屋根にAIを用いて金具の変形や破損等異常を自動検出する「電車線金具異常検知装置」が取り付けられていることが確認された。

### 投入状況
2025年8月17日時点で、営業用車両としてJR東海はJ編成52編成（J53編成は浜松に陸送）、JR西日本はH編成5編成を投入している。JR東海では投入にあわせてN700系を順次廃車とし、N700Sへの置き換えを進めている。一方、JR西日本では重大インシデントを受けた予備編成の確保および輸送力増強のための増備車として投入していたが、今後は500系・700系を置き換えるために捻出されるN700系（16両編成）の代替車両として投入が計画されている。

#### JR東海
JR東海は、2019年1月に2020‐2022年度に40編成（1次車）を投入する計画を発表し、この計画どおりに2020年度分として12編成を2021年3月13日のダイヤ改正時点で投入した。しかし、新型コロナウイルス感染症の流行拡大による需要低迷を受けて2021年度以降の投入計画を修正し、完了時期を1年後ろ倒しした。計画修正により、JR東海は2021年度に13編成（当初計画より1編成削減）、2022年度に13編成（同1編成削減）を投入し、残りの2編成は2023年度に投入することになった。
さらにJR東海は、2022年5月に安全性、安定性、快適性、環境性能などを向上させた2次車を2023‐2026年度に19編成（2023年度2編成、2024年度7編成、2025年度7編成、2026年度3編成）追加投入する計画を発表した。この追加投入計画を受け、JR東海は2023年度に1次車の残り2編成および2次車2編成、合計4編成を新たに投入した。また、2024年度も同計画に従い、2次車7編成を投入した。この結果、JR東海は2024年度までにN700Sとして1次車40編成および2次車9編成、合計49編成を投入したことになる。JR東海は、2025年度も引き続き2次車7編成を投入する予定である。
また、2024年6月および2025年6月の報道発表により、2026-2028年度にかけて19編成（2026年度4編成、2027年度8編成、2028年度7編成）を追加投入することが明らかにされた。これらの編成の一部には営業車検測機能が搭載される他、飛来物検知機能、自動座席転回装置等が搭載される。これにより、JR東海が保有するN700Sは合計78編成となる予定である。　

#### JR西日本
JR西日本は、2020年度および2023年度にそれぞれ2編成を投入した。
また、2024年度以降は、2028年度までの間にN700Sを14編成（うち2026年度以降に投入する10編成は個室などを導入したマイナーチェンジ車）投入し、捻出されたN700系14編成を博多総合車両所で8両編成化し、山陽新幹線の「こだま」で使用されている500系の残存6編成と700系「ひかりレールスター」8編成を玉突きで置き換える予定である。この一環として、2024年度は1編成を新たに投入した。この結果、JR西日本は2024年度までにN700Sとして5編成を投入したことになる。

### 編成表

#### 編成形態（J・H編成）
| 号車     | 1           | 2           | 3           | 4           | 5           | 6           | 7           | 8           | 9           | 10          | 11          | 12          | 13          | 14          | 15          | 16          |
| -------- | ----------- | ----------- | ----------- | ----------- | ----------- | ----------- | ----------- | ----------- | ----------- | ----------- | ----------- | ----------- | ----------- | ----------- | ----------- | ----------- |
| 形式     | 743         | 747         | 746         | 745         | 745         | 746         | 747         | 735         | 736         | 737         | 746         | 745         | 745         | 746         | 747         | 744         |
| 番台区分 | 0           | 0           | 500         | 0           | 300         | 0           | 400         | 0           | 0           | 0           | 700         | 600         | 500         | 200         | 500         | 0           |
| 車種     | Tc          | M           | M’w         | M           | Mpw         | M’          | Mk          | Ms          | Msw         | Ms          | M’h         | Mp          | Mw          | M’          | Mw          | T’c         |
| 定員     | 65          | 100         | 85          | 100         | 90          | 100         | 75          | 68          | 64          | 68          | 63 59       | 100         | 90          | 100         | 80          | 75          |
| ユニット | 第1ユニット | 第1ユニット | 第1ユニット | 第1ユニット | 第2ユニット | 第2ユニット | 第2ユニット | 第2ユニット | 第3ユニット | 第3ユニット | 第3ユニット | 第3ユニット | 第4ユニット | 第4ユニット | 第4ユニット | 第4ユニット |

| 号車     | 1           | 2           | 3           | 4           | 5           | 6           | 7           | 8           | 9           | 10          | 11          | 12          | 13          | 14          | 15          | 16          |
| -------- | ----------- | ----------- | ----------- | ----------- | ----------- | ----------- | ----------- | ----------- | ----------- | ----------- | ----------- | ----------- | ----------- | ----------- | ----------- | ----------- |
| 形式     | 743         | 747         | 746         | 745         | 745         | 746         | 747         | 735         | 736         | 737         | 746         | 745         | 745         | 746         | 747         | 744         |
| 番台区分 | 9001        | 9001        | 9501        | 9001        | 9301        | 9001        | 9401        | 9001        | 9001        | 9001        | 9701        | 9601        | 9501        | 9201        | 9501        | 9001        |
| 車種     | Tc          | M           | M’w         | M           | Mpw         | M’          | Mk          | Ms          | Msw         | Ms          | M’h         | Mp          | Mw          | M’          | Mw          | T’c         |
| ユニット | 第1ユニット | 第1ユニット | 第1ユニット | 第1ユニット | 第2ユニット | 第2ユニット | 第2ユニット | 第2ユニット | 第3ユニット | 第3ユニット | 第3ユニット | 第3ユニット | 第4ユニット | 第4ユニット | 第4ユニット | 第4ユニット |

| 号車     | 1           | 2           | 3           | 4           | 5           | 6           | 7           | 8           | 9           | 10          | 11          | 12          | 13          | 14          | 15          | 16          |
| -------- | ----------- | ----------- | ----------- | ----------- | ----------- | ----------- | ----------- | ----------- | ----------- | ----------- | ----------- | ----------- | ----------- | ----------- | ----------- | ----------- |
| 形式     | 743         | 747         | 746         | 745         | 745         | 746         | 747         | 735         | 736         | 737         | 746         | 745         | 745         | 746         | 747         | 744         |
| 番台区分 | 3000        | 3000        | 3500        | 3000        | 3300        | 3000        | 3400        | 3000        | 3000        | 3000        | 3700        | 3600        | 3500        | 3200        | 3500        | 3000        |
| 車種     | Tc          | M           | M’w         | M           | Mpw         | M’          | Mk          | Ms          | Msw         | Ms          | M’h         | Mp          | Mw          | M’          | Mw          | T’c         |
| 定員     | 65          | 100         | 85          | 100         | 90          | 100         | 75          | 68          | 64          | 68          | 63 59       | 100         | 90          | 100         | 80          | 75          |
| ユニット | 第1ユニット | 第1ユニット | 第1ユニット | 第1ユニット | 第2ユニット | 第2ユニット | 第2ユニット | 第2ユニット | 第3ユニット | 第3ユニット | 第3ユニット | 第3ユニット | 第4ユニット | 第4ユニット | 第4ユニット | 第4ユニット |

## 西九州新幹線用の編成

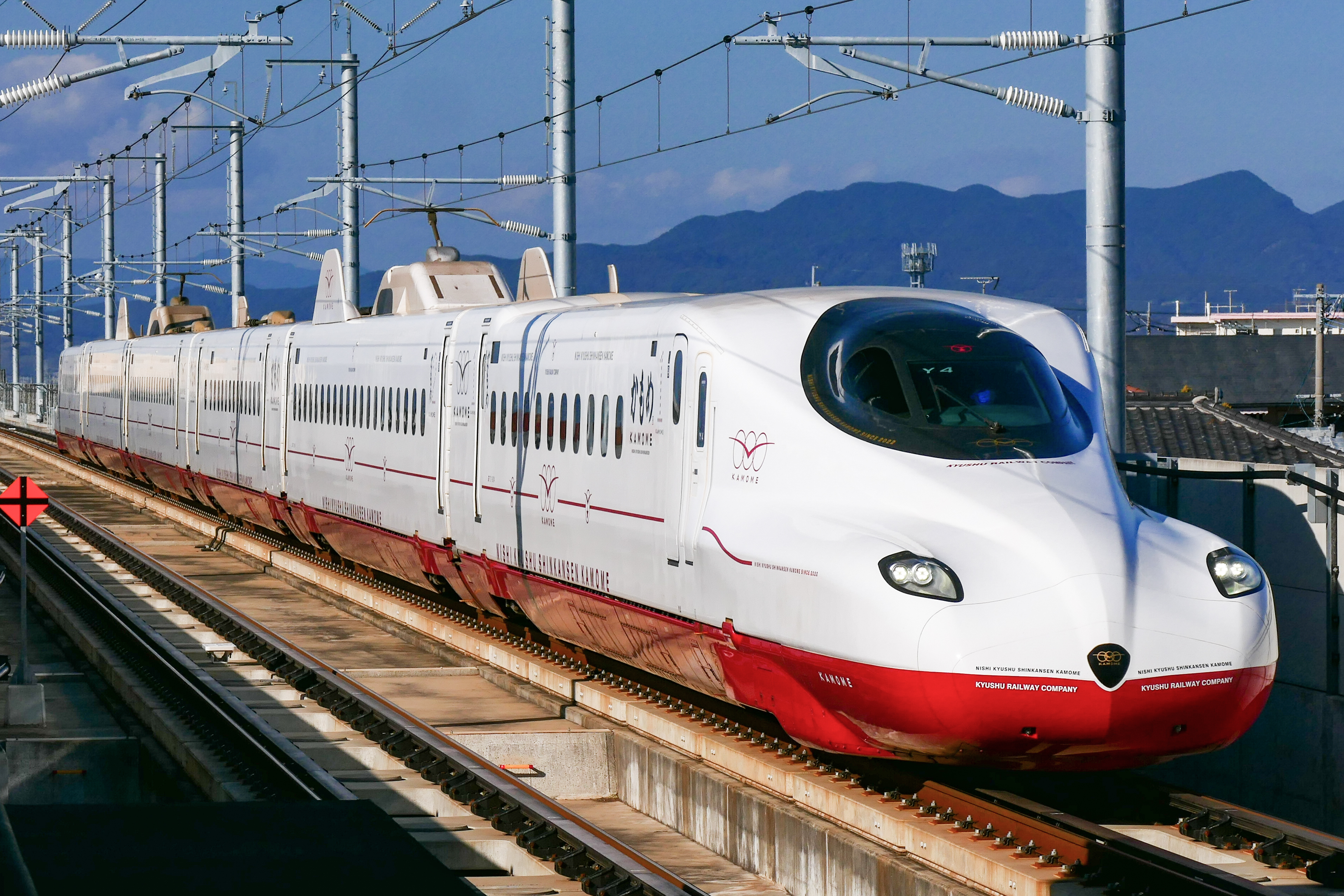
8000番台
（2023年1月 新大村駅）

西九州新幹線用のN700Sは、6両編成の8000番台5本30両が、「かもめ」として武雄温泉 ‐ 長崎間において運用されている　。
デザインコンセプトは「九州らしいオンリーワンの車両」。九州の経済・文化・人を結び、豊かなコミニュケーションの創出を目指している。JR九州の数々の鉄道車両デザインに携わった水戸岡鋭治が、本編成についても内外装のデザインを手掛けている　。外観は、白を基調とした車体に、JR九州のコーポレートカラーである赤を配色し、かもめが飛躍するイメージのシンボルマークおよび「かもめ」「KAMOME」で表示されたロゴを配置している。また、どの角度から写真を撮っても『かもめ』と認知されるようにロゴは車体各所に配されている。
全車普通車で、1 - 3号車が指定席車・4 - 6号車が自由席車となっており、1号車側が自由席の東海道・山陽新幹線とは逆になる。グリーン車は設定されていない。内装は指定席車が2+2列、自由席車は2+3列配置となる。西九州新幹線向けの車両の座席は東海道・山陽新幹線向けとは異なり、住江工業製のものを採用している。
編成定員は396名で、車椅子スペースを除いた定員は391名となっている。東海道・山陽新幹線用の編成は4両ユニット方式だが、西九州新幹線用の8000番台は3両1ユニットとして2ユニットの6両編成で構成され、全車両を電動車としている。また西九州新幹線は開業時点で他の新幹線と線路が繋がっておらずドクターイエローの乗り入れが不可能であるため、Y1編成とY3編成に軌道検測機器を、Y2編成に架線検測機器をそれぞれ搭載し、検測を実施している。形式番号は720番台で統一されており、700系と中間車の形式が重複する形になった。
導入に先立って、2021年12月22日には日立製作所笠戸事業所でY1編成の報道公開が行われ、2022年1月10・11日に大村車両基地へ搬入された。その後、2022年9月の開業までに合計4本が揃い、全般検査の開始を前にした2023年8月には予備車の確保のため新たに1本が増備された。

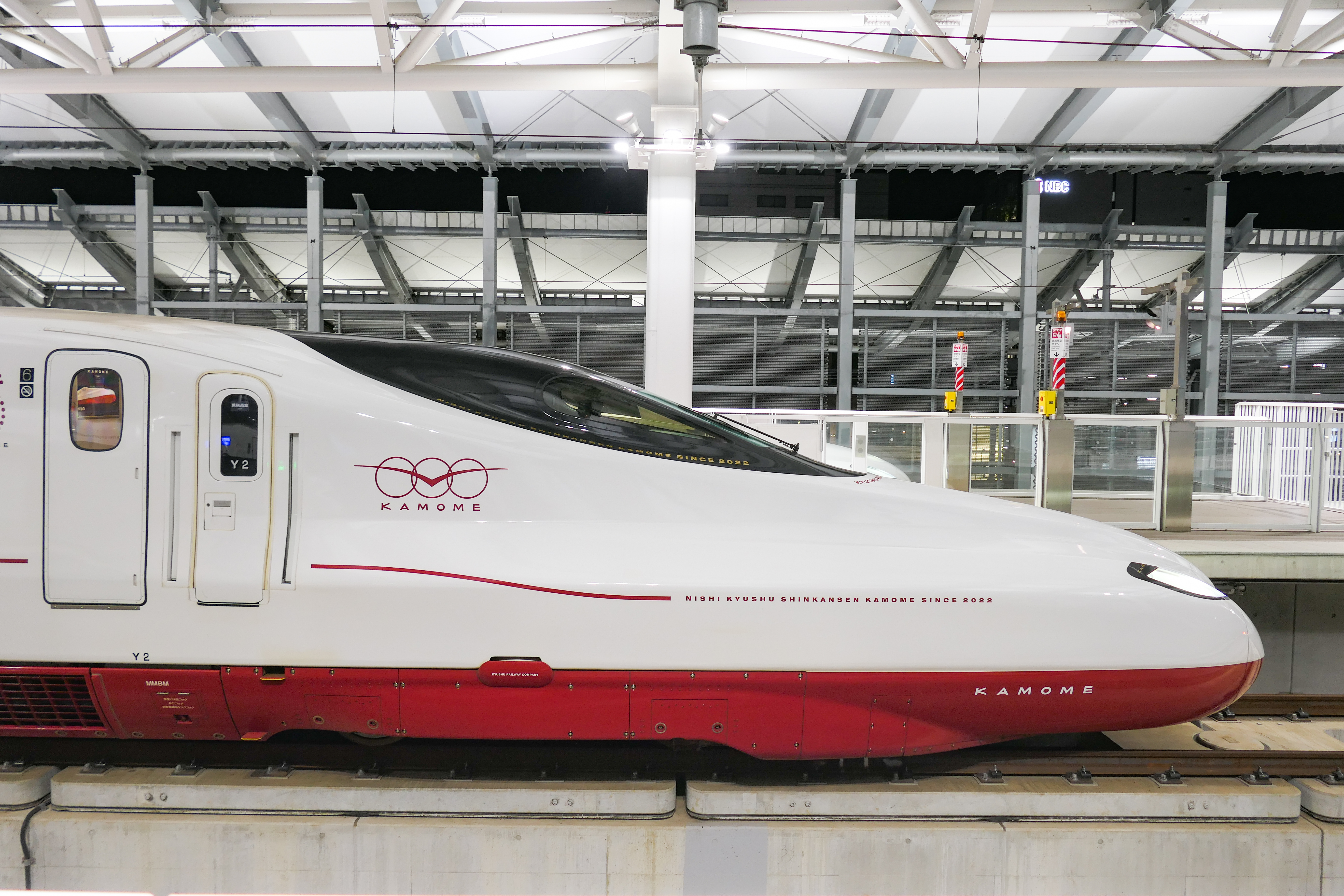
先頭車両前頭部（722-8102）
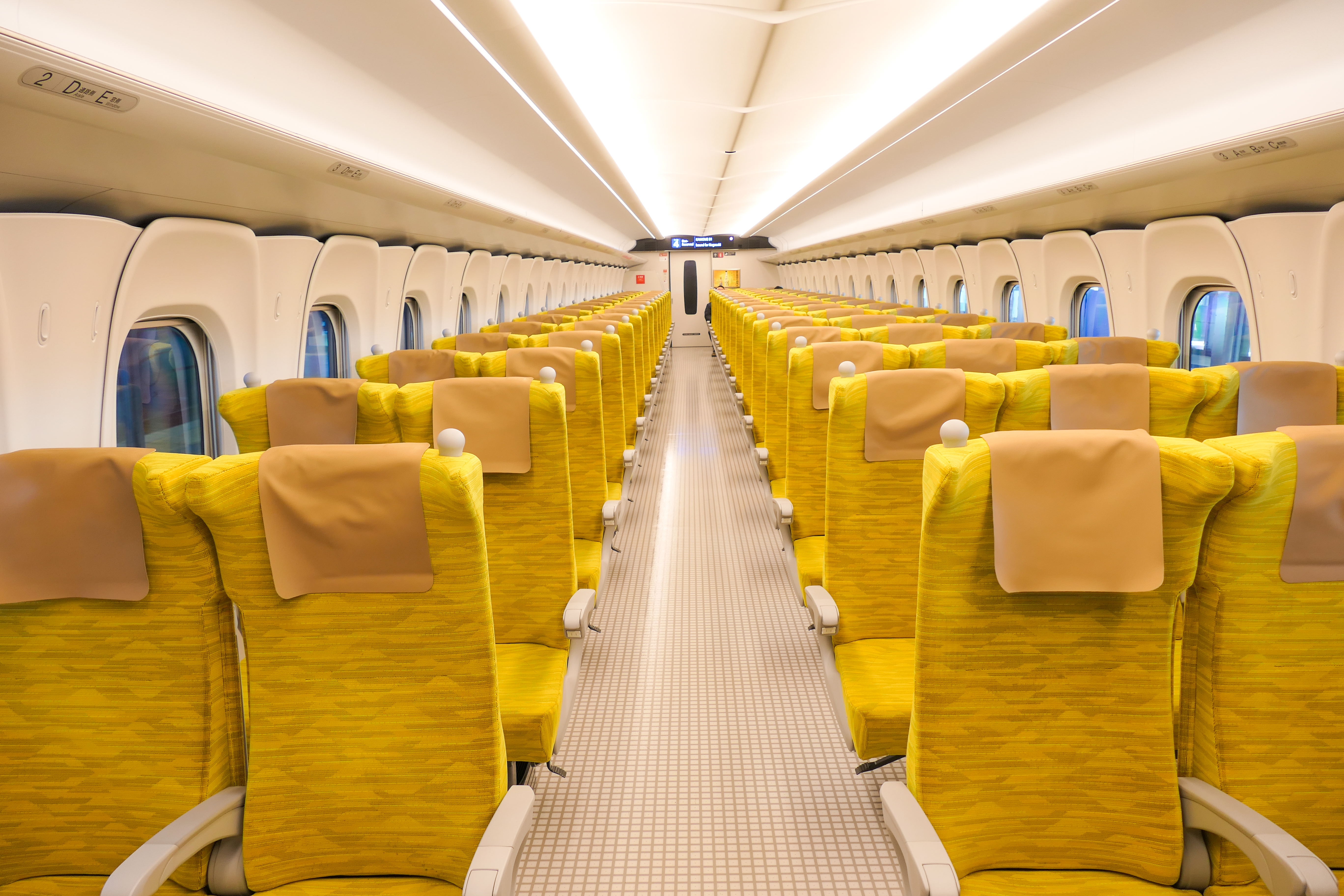
自由席車両の車内（4号車・725-8104）
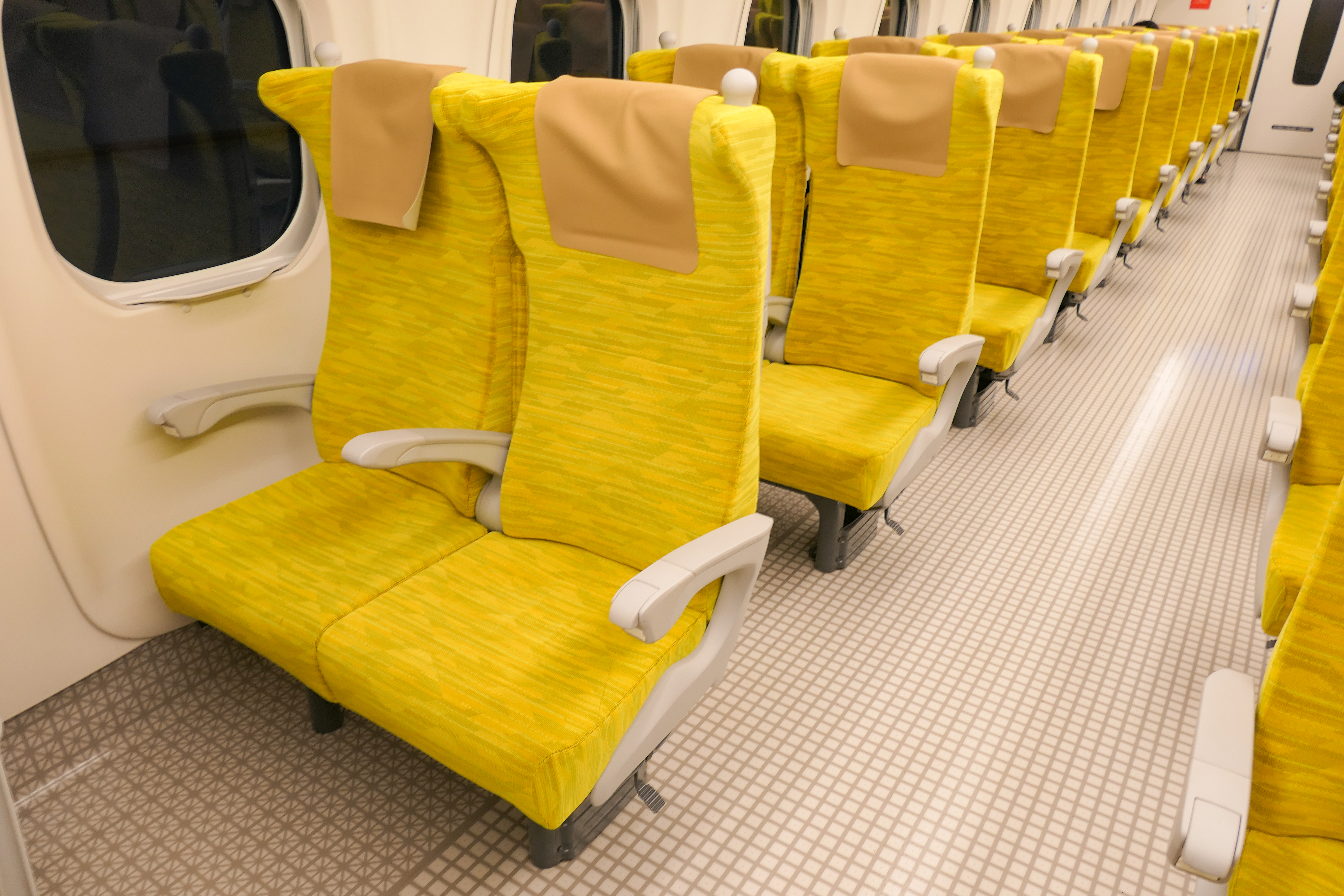
自由席車両の座席（725-8104）
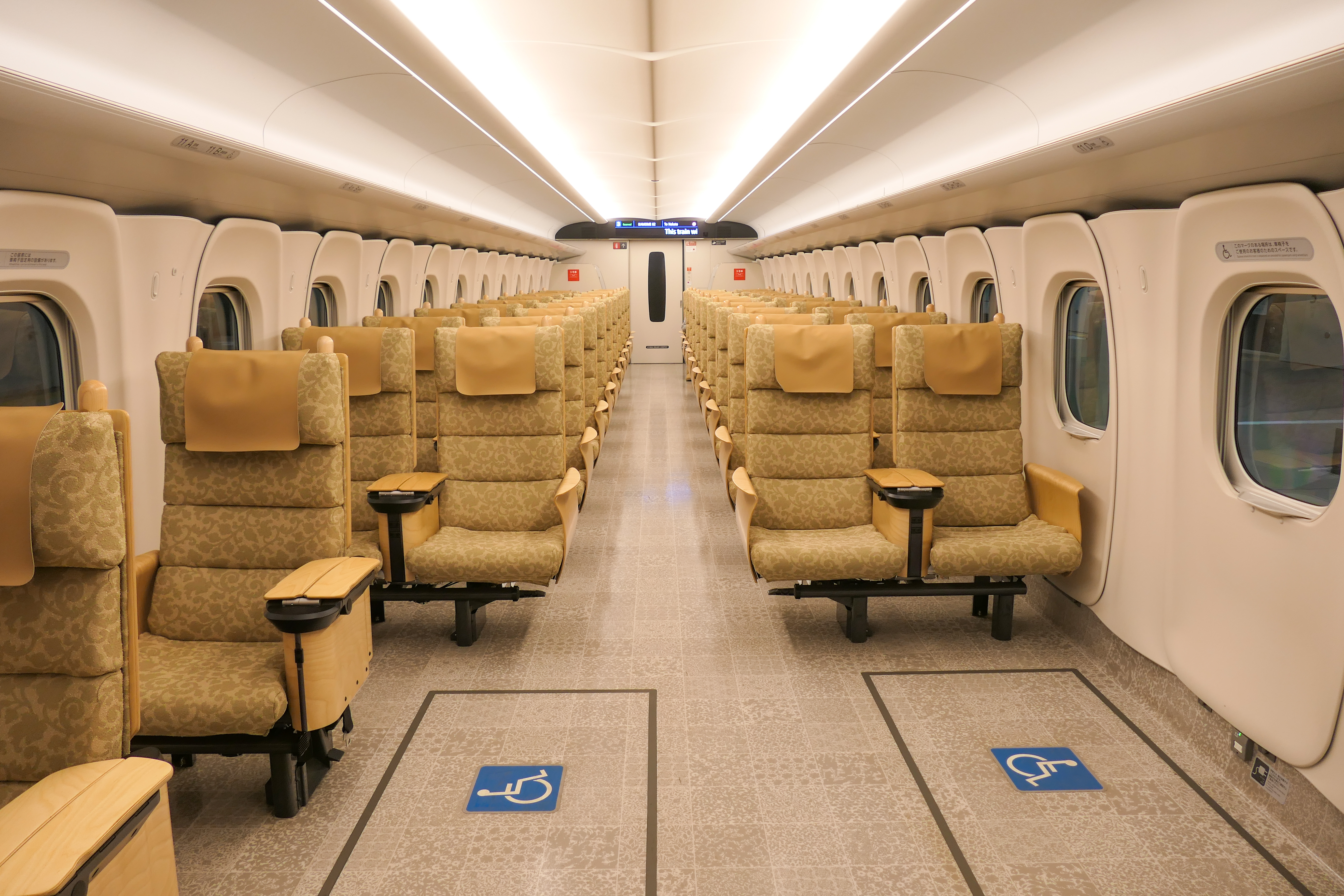
指定席車両の車内（3号車・725-8004）
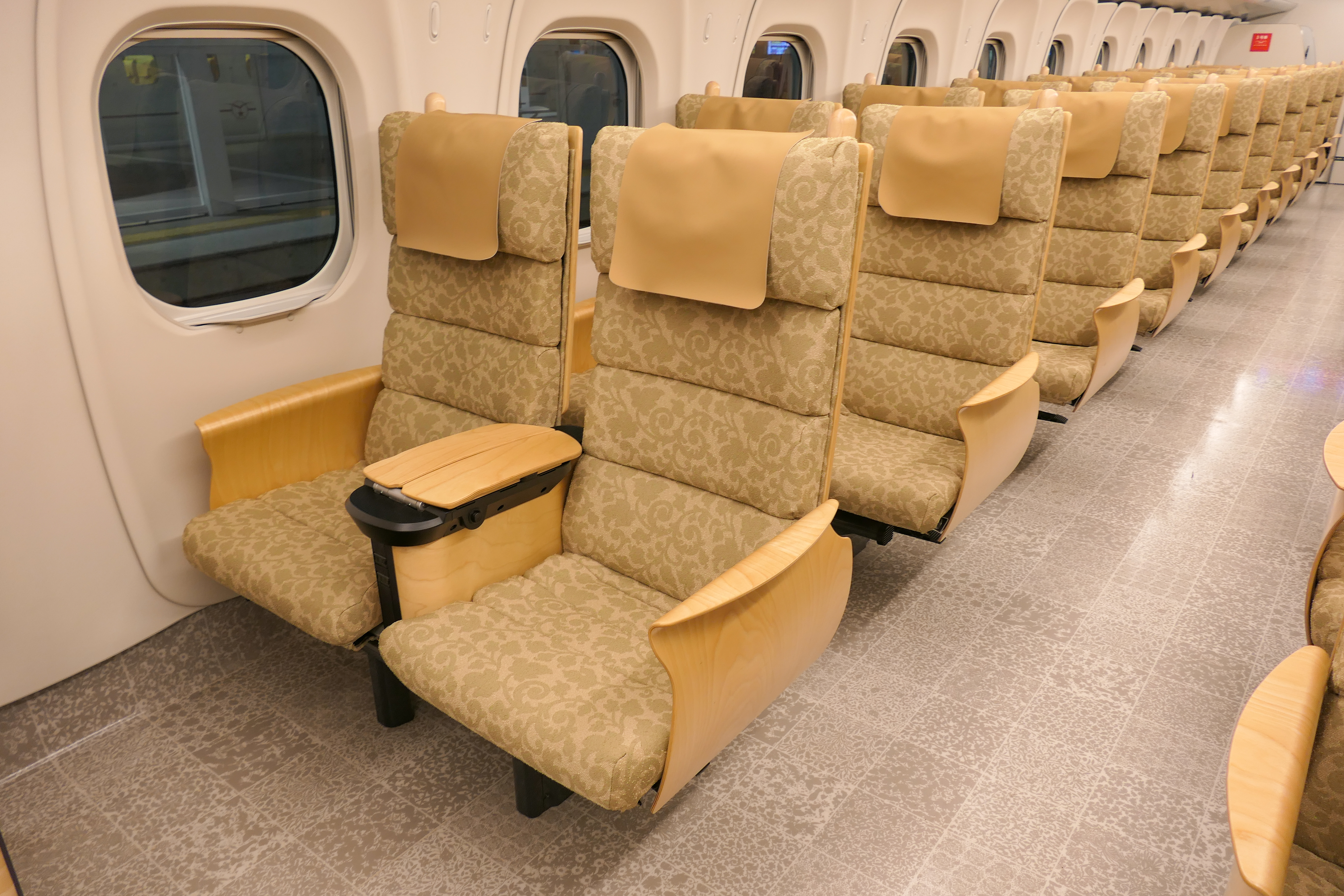
3号車の座席（725-8004）
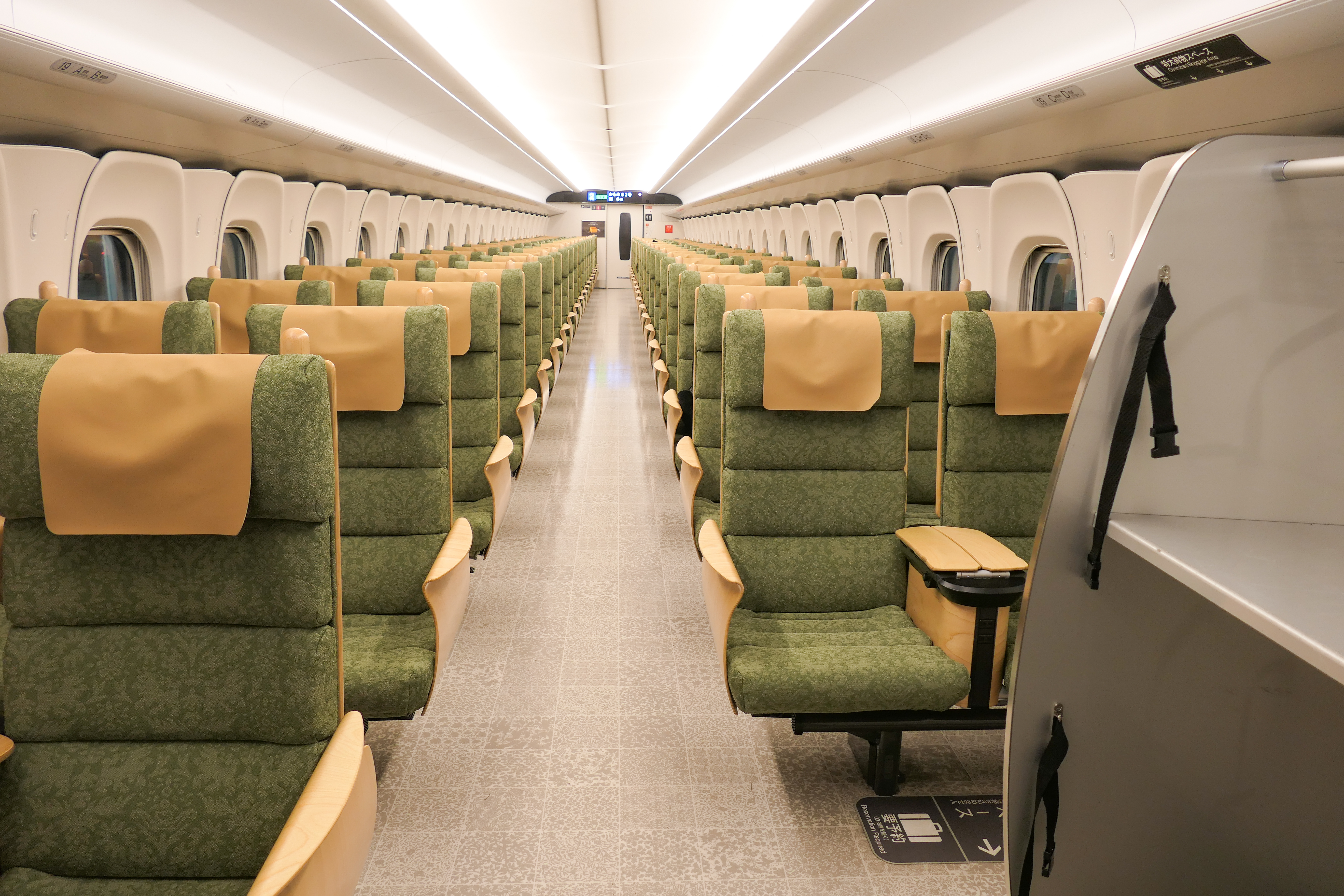
指定席車両の車内（2号車・727-8004）
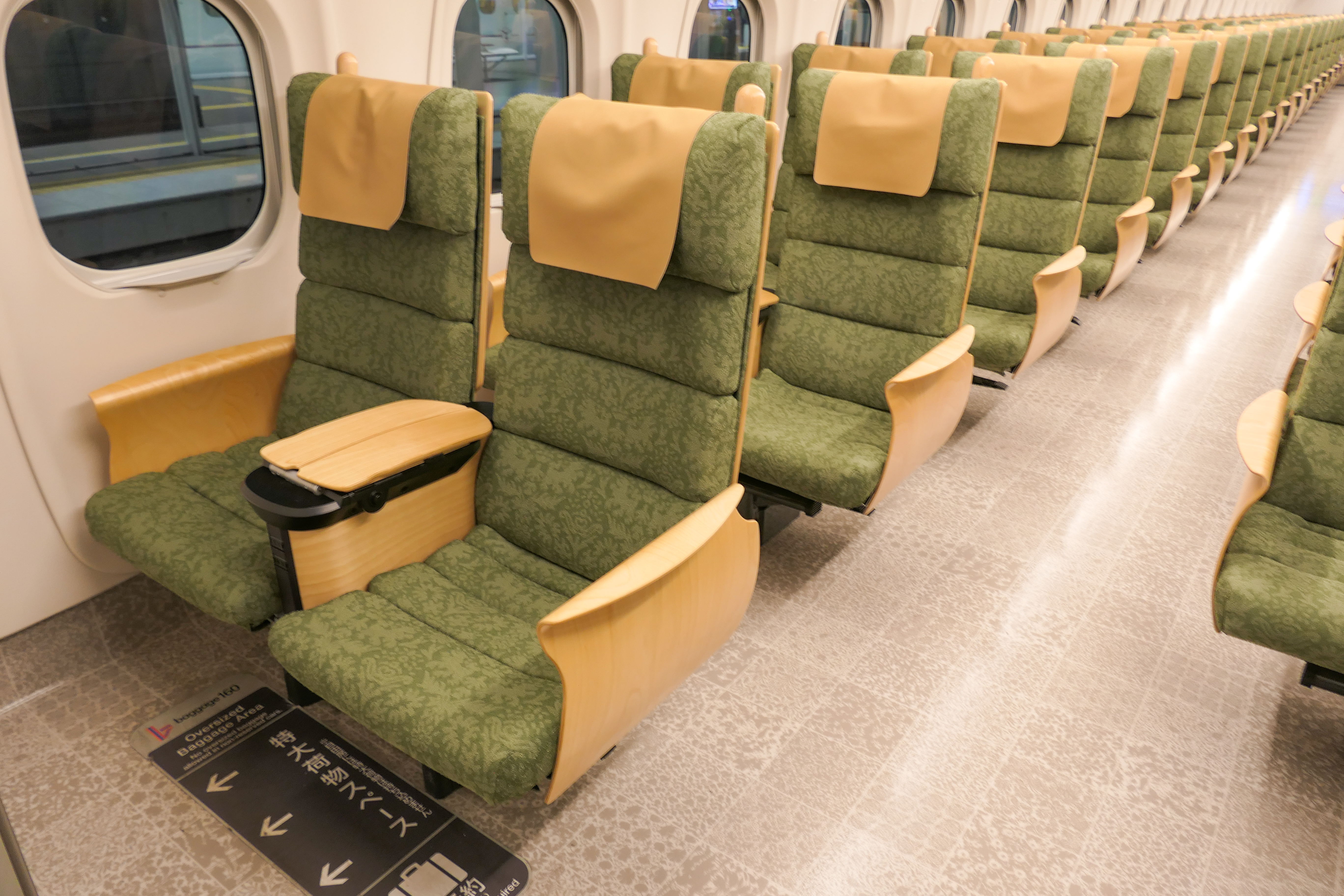
2号車の座席（727-8004）
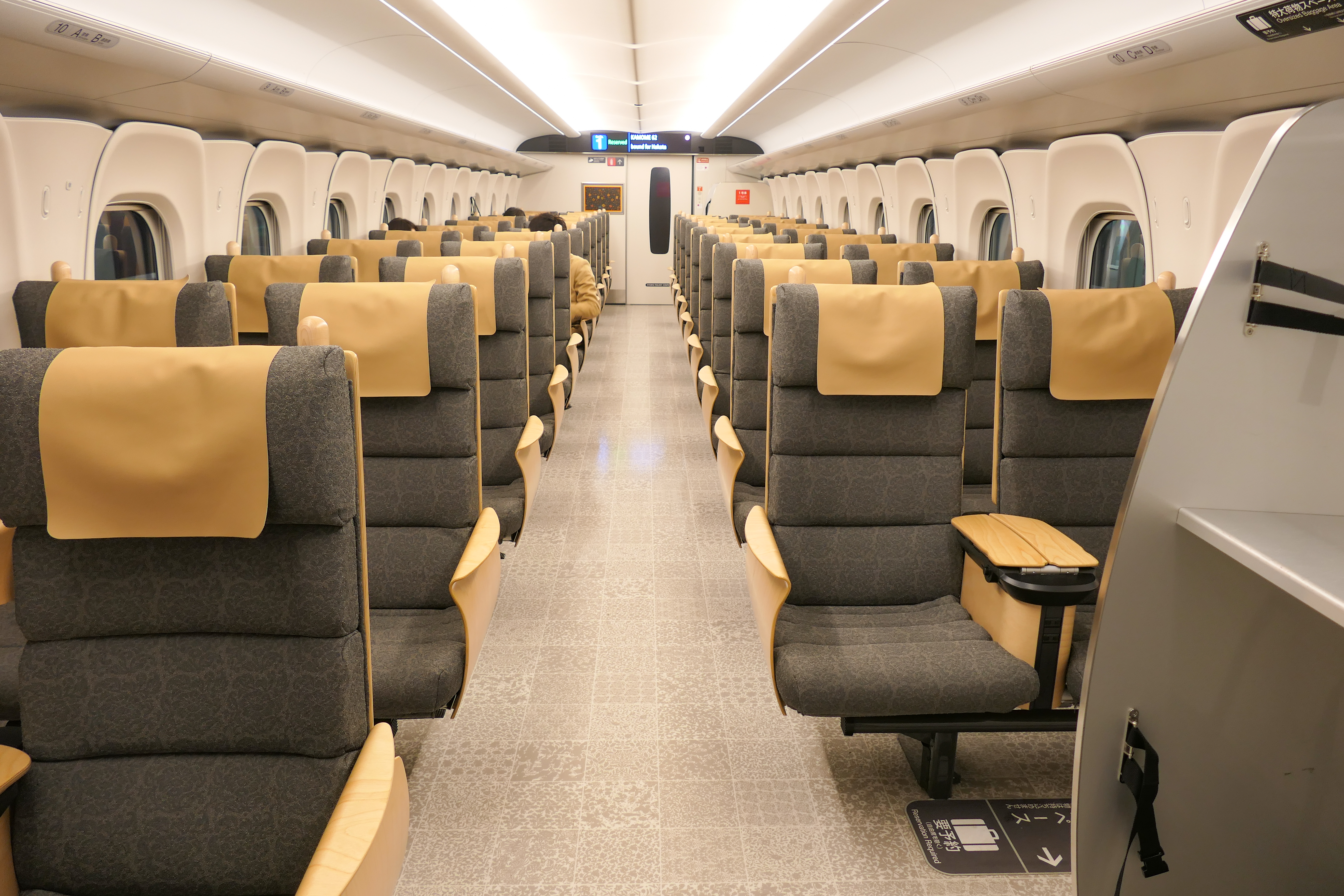
指定席車両の車内（1号車・721-8004）
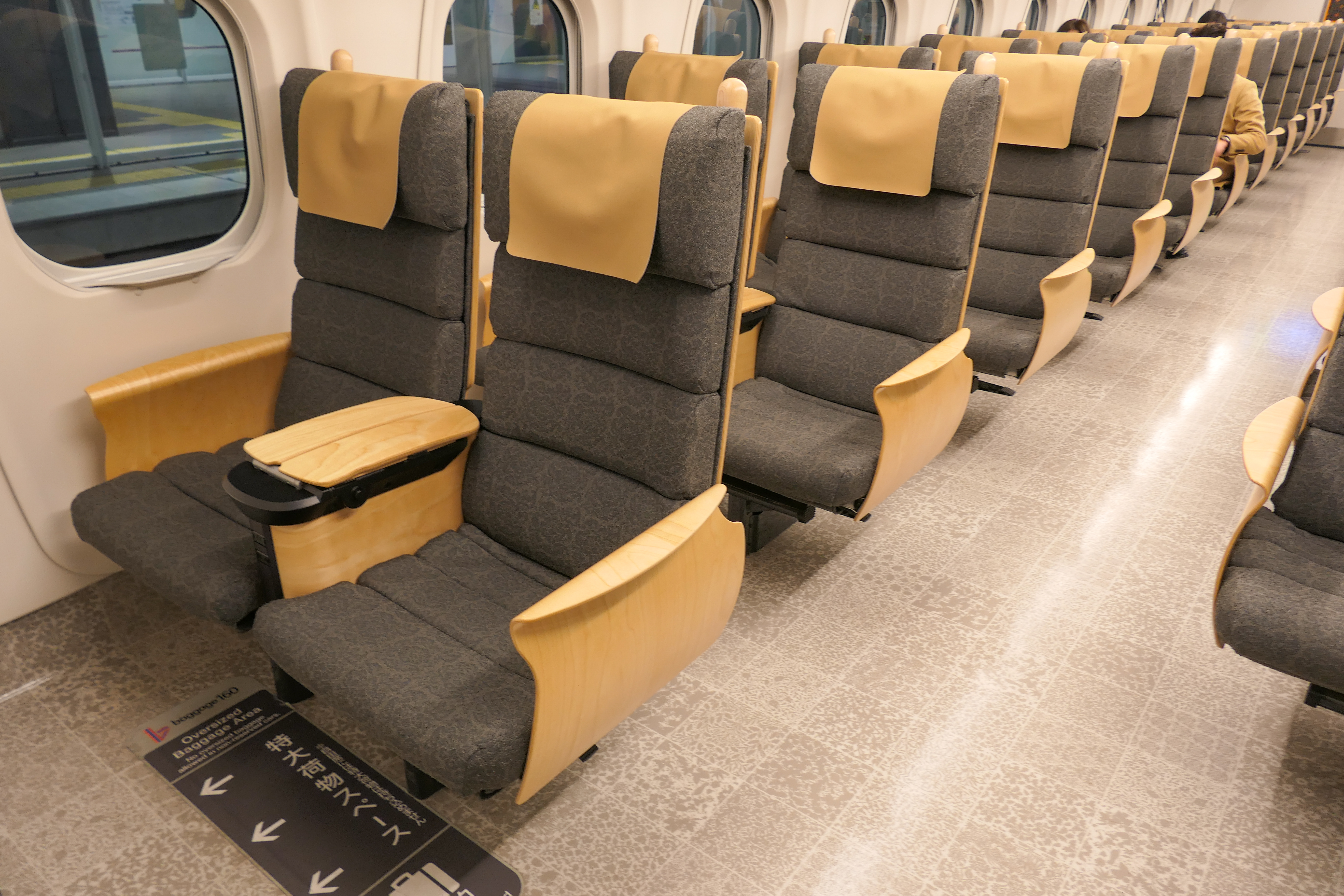
1号車の座席（721-8004）
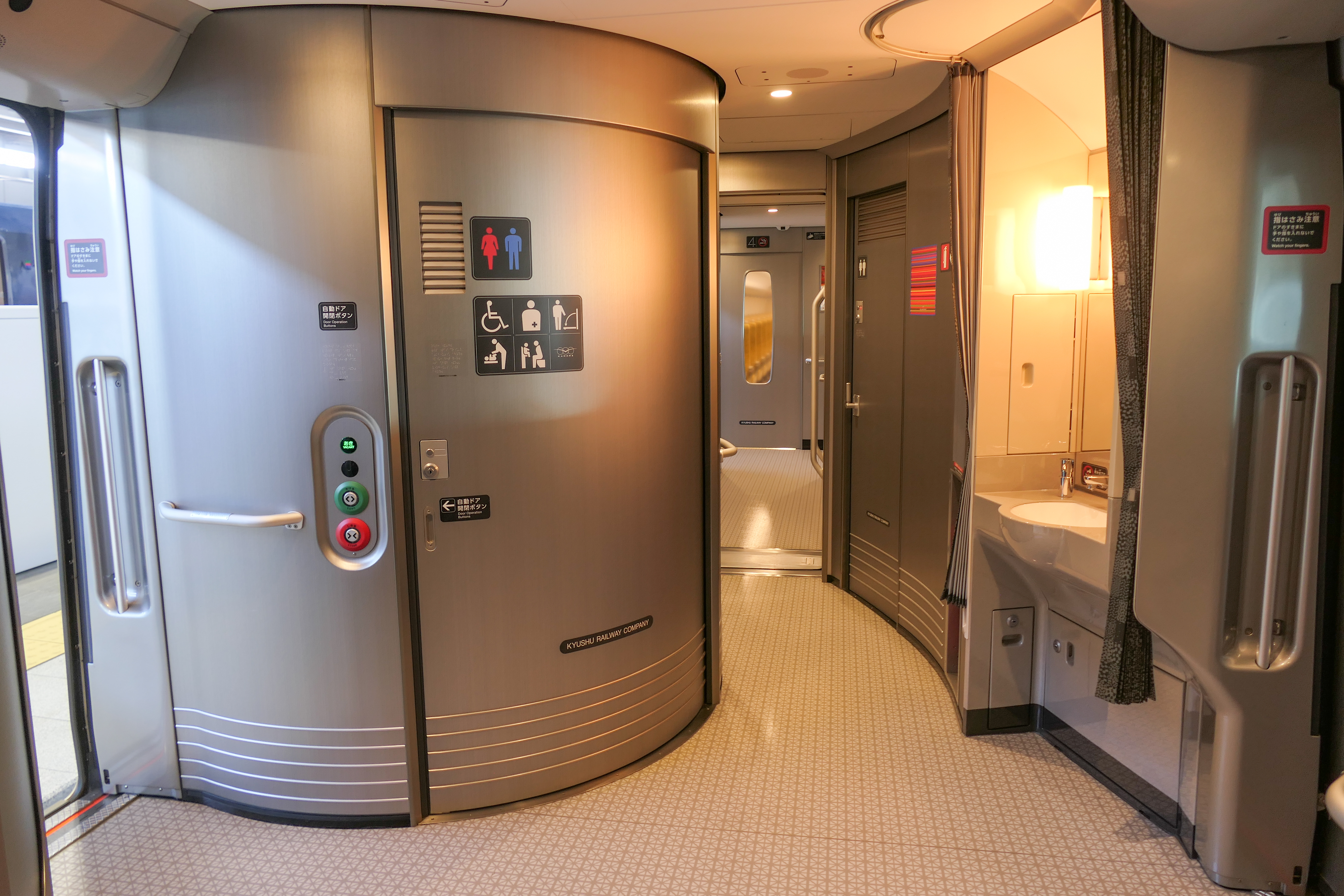
デッキとトイレ付近（727-8104）
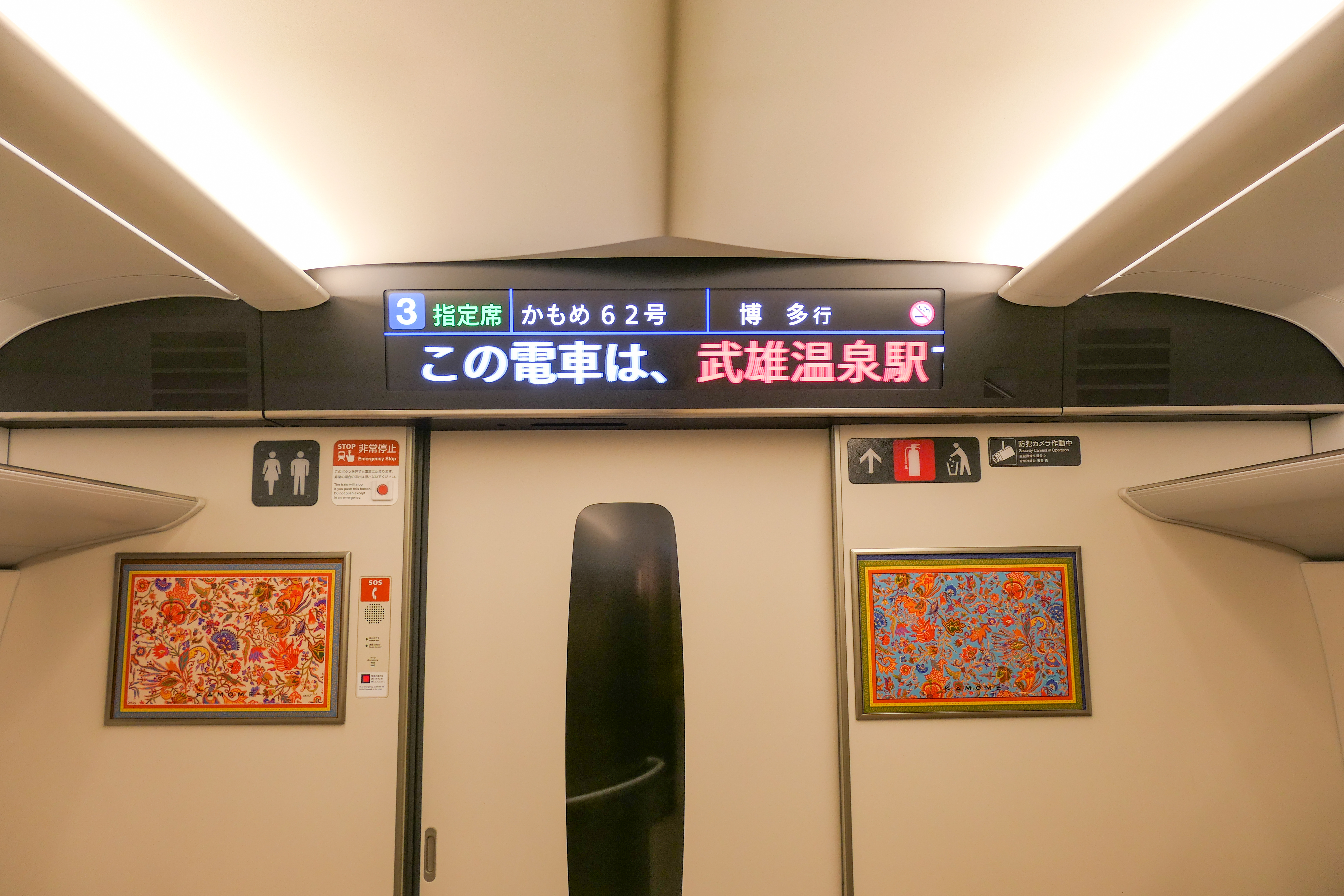
LCD式の車内案内表示器
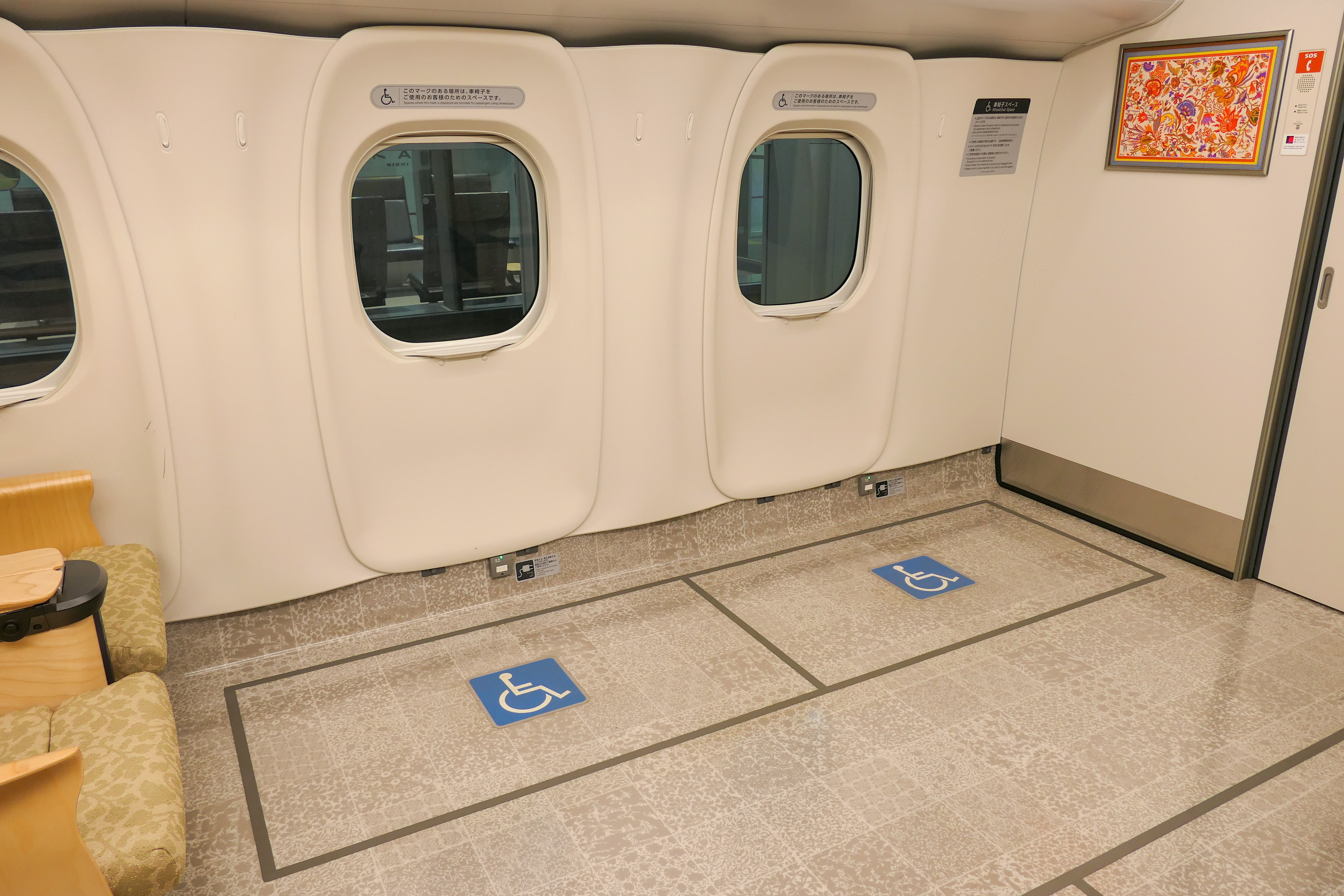
3号車の車椅子対応スペース
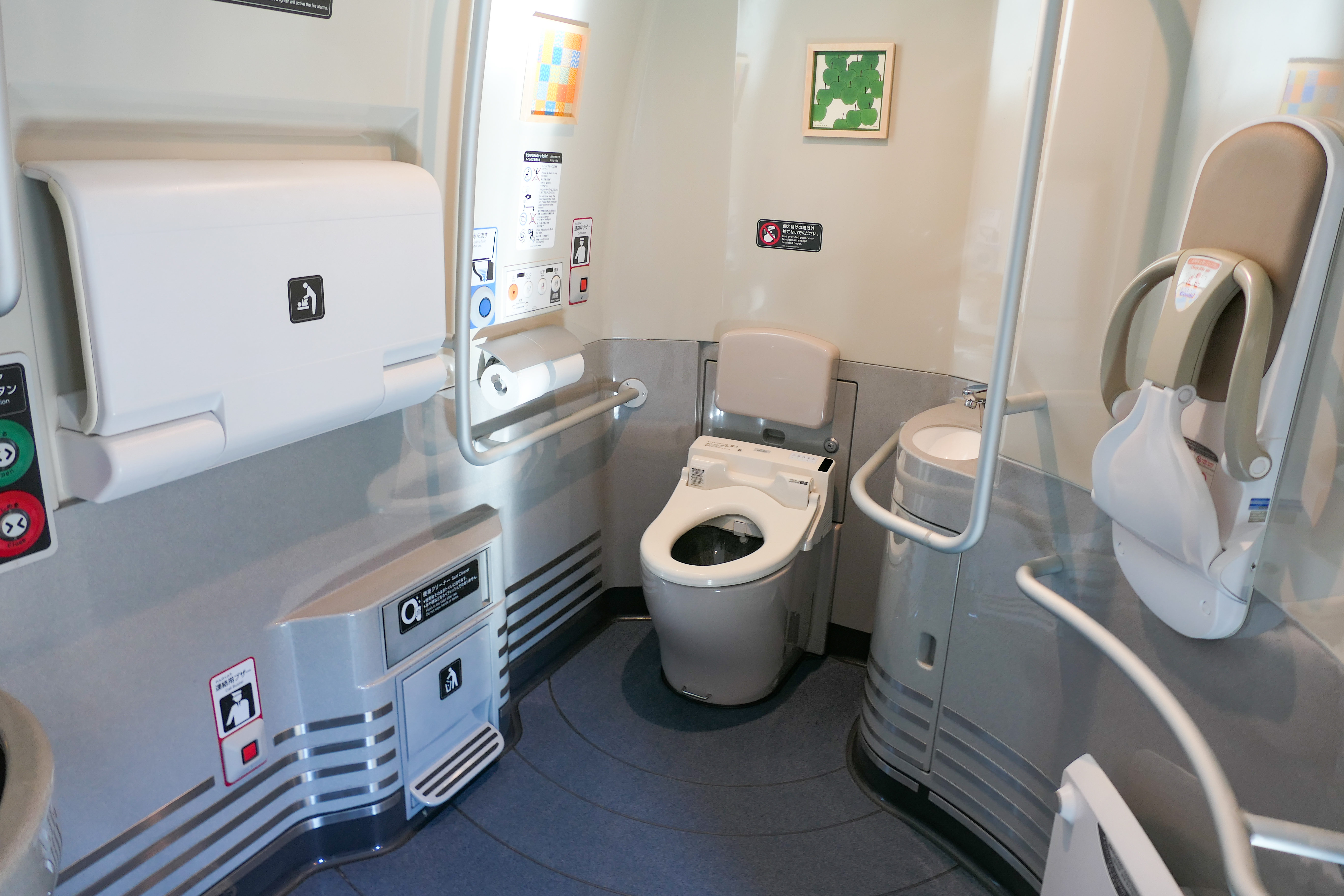
バリアフリートイレ内観
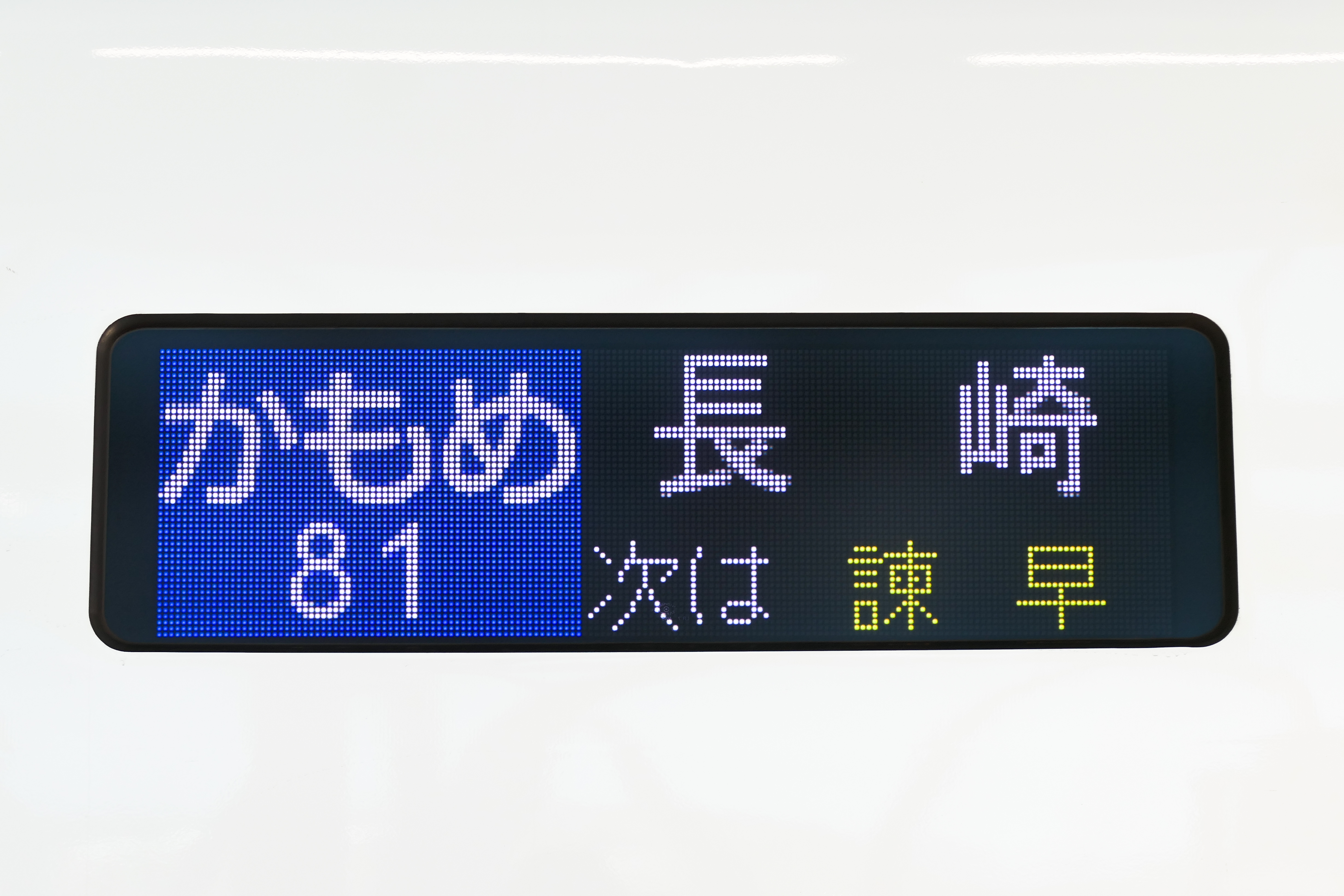
側面行先表示器
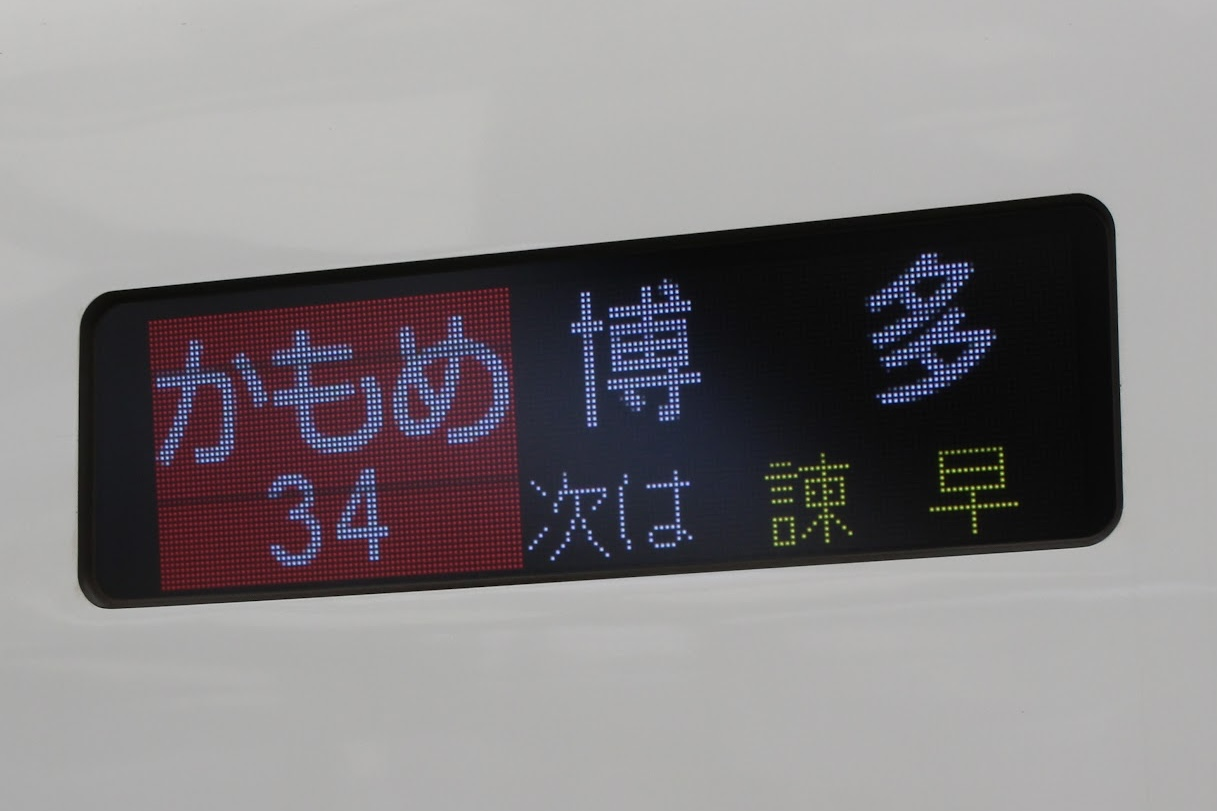
側面行先表示器(2)

### 編成表

#### 編成形態（Y編成）
| 号車     | 1           | 2           | 3           | 4           | 5           | 6           |
| -------- | ----------- | ----------- | ----------- | ----------- | ----------- | ----------- |
| 形式     | 721         | 727         | 725         | 725         | 727         | 722         |
| 番台区分 | 8000        | 8000        | 8000        | 8100        | 8100        | 8100        |
| 車種     | M'wc        | M2          | M1h         | M1          | M2w         | M'c         |
| 定員     | 40          | 76          | 42          | 86          | 86          | 61          |
| ユニット | 第1ユニット | 第1ユニット | 第1ユニット | 第2ユニット | 第2ユニット | 第2ユニット |

## 運用

### JR東海・JR西日本
2020年7月1日に「のぞみ」1・46号（J1編成）「のぞみ」3・26号（J3編成）で営業運転を開始した。運転開始当初は運用が固定されておらず、JR東海の公式Twitterアカウントで次の日の運行予定を公表していた（8月31日分をもって終了）。
2021年（令和3年）3月13日のダイヤ改正では、N700Sの投入編成の増加に伴い、東海道新幹線内をJ編成のみで運用する定期列車が18本（下り9本、上り9本）設定された。また、この定期列車および不定期に運行が設定される列車も含めて東海道新幹線内をN700Sで運行する列車の運転計画がJR東海の公式サイトで公表されるようになった（毎日午前5時に当日のN700Sによる運行予定列車を掲出）。更に同日にはJR西日本所属のH1編成もひかり594号で営業運転を開始している。
なお、2021年4月20日からは車椅子スペースを6席設置した車両が組み込まれた編成（「バリアフリー対応設備」参照）も上述のJR東海の公式サイトで運転計画が公表されるようになった。2022年（令和4年）3月12日のダイヤ改正では、N700Sによる定期列車として設定された18本すべてに車椅子スペースを6席設置した車両が投入され、運用においてもバリアフリー対応が反映されている。
2023年（令和5年）3月18日のダイヤ改正では、東海道新幹線内をJ編成のみで運用する定期列車が50本（下り26本、上り24本）に増加したほか、山陽新幹線へ直通するのぞみにもJ編成のみで運用する列車が25本（下り14本、上り11本）設定された。いずれも車椅子スペースを6席設置した車両が編成に組み込まれている。

### JR九州
8000番台は2022年（令和4年）9月23日に武雄温泉駅 - 長崎駅間で開業した西九州新幹線で「かもめ」として運用を開始した。通常は日中2本が運用に入り夕方からのみ3本運行に入る。1本は予備として車庫に常駐する。臨時便が走る際は予備編成も運用に入る。また、定期検査に伴う車両不足を補うために、新たな編成を2023年8月に1編成増備した。

## 海外輸出

### 台湾高速鉄道N700ST型電車
台湾高速鉄道700Tの後継及び輸送力増強用として2027年に運行開始する予定。
2023年3月15日に台湾高速鉄路公司より計画が公表された、日立・東芝連合提案によるもので、12両編成12本が輸出される計画である。
外観は700Tとのブランドイメージ統一のため、明るいホワイトを基調にオレンジと黒の帯を継承する。内装は車いすスペースを1編成当たり現在の4席から6席に増強、洗面台とベビーチェアを備えた授乳室を新設する。

### 米国テキサス州
JR東海が技術アドバイザーとなっているヒューストン - ダラス間の高速鉄道（テキサス・セントラル・レイルウェイ）で、N700Sを一部仕様変更した導入予定車両のイメージパースが公表されている。